# Histoire du métro de Paris

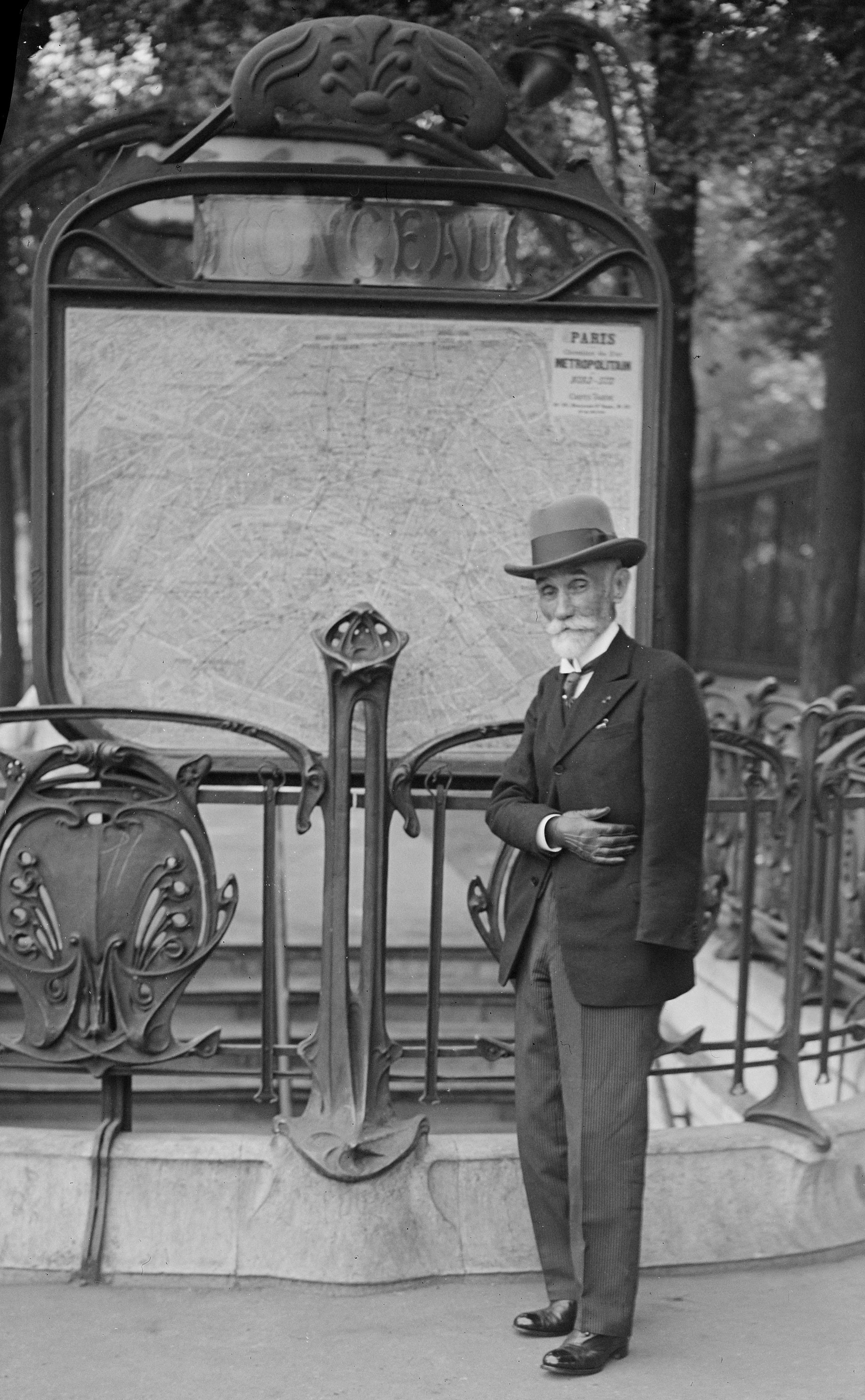
Fulgence Bienvenüe, l'ingénieur en chef du Métro de Paris, devant un édicule Guimard.

Cet article présente une histoire détaillée du métro de Paris. Pour une chronologie purement factuelle de l'évolution du réseau, voir Chronologie du métro de Paris et Plans chronologiques du métro de Paris.
L'histoire du métro de Paris débute au milieu du XIXe siècle, avec l'objectif de desservir, par un chemin de fer urbain, une ville de plus en plus paralysée par ses transports de surface. Se succèdent ensuite durant un demi-siècle des projets plus ou moins farfelus, sur fond de conflit entre l'État et la Ville de Paris : le premier souhaite l'interconnexion des gares terminales via un réseau à grand gabarit, tandis que la seconde, farouchement opposée aux grandes compagnies ferroviaires, veut construire un réseau d'intérêt local et à gabarit réduit, strictement limité à Paris intra-muros. L'imminence de l'exposition universelle de 1900 entraîne finalement en 1895 la décision de mettre en œuvre un réseau souterrain, électrique et à gabarit réduit, ce qui marque la victoire de la Ville.
Après l'ouverture de la première ligne le 19 juillet 1900, le succès rencontré entraîne rapidement la mise en œuvre d'un réseau de plus en plus vaste sous la direction de l'ingénieur Fulgence Bienvenüe, entraînant des travaux spectaculaires au cœur de la capitale. D'abord limité à Paris intra-muros, le réseau dessert aussi la banlieue à partir de 1934. À la veille de la Seconde Guerre mondiale, le réseau se développe sur 159 km pour quatorze lignes et 332 stations. Le trafic connaît une croissance spectaculaire et le milliard de voyageurs annuels est atteint durant l'Occupation.
Les deux décennies d'après-guerre marquent ensuite un coup d'arrêt pour le développement du métro, les pouvoirs publics se désintéressant des transports en commun au profit de l'automobile. La nouvelle Régie autonome des transports parisiens (RATP), créée en 1948, entreprend cependant de moderniser progressivement le réseau et d'améliorer son image via, notamment, la rénovation des stations et la conception des premiers métros sur pneumatiques. De nouvelles extensions du réseau en banlieue sont finalement entreprises à partir de 1970.
En 1998, la ligne 14 fait entrer le métro de Paris dans une nouvelle ère, avec ses stations spacieuses et ses trains à la conduite entièrement automatisée. Le XXIe siècle s'annonce comme un siècle de mutation profonde pour le métro, avec la modernisation constante mais surtout l'automatisation des lignes existantes, à l'image de celle de la ligne 1. Le réseau entreprend par ailleurs sa régionalisation, avec la poursuite des extensions en banlieue mais surtout la mise en chantier du Grand Paris Express, second réseau en rocade autour de Paris devant porter à près de 400 km la longueur du réseau exploité à l'horizon 2030.

## Aux origines du métro (1845-1900)

Carte animée de l'évolution des infrastructures ferroviaires à l'intérieur de la Ville de Paris, dont celle des tramways et du métro, de 1835 à nos jours.

### Contexte
Le réseau du métropolitain parisien trouve ses origines dans plusieurs décennies de débat, de projets plus ou moins farfelus et de bras de fer entre l'État, favorable à l'interconnexion des grands réseaux ferroviaires avec des souterrains à grand gabarit et la Ville de Paris, qui souhaite un réseau ne desservant que la ville intra-muros avec des stations très rapprochées, et à petit gabarit, interdisant de fait l'accès aux matériels des grandes compagnies ferroviaires. Les raisons principales de sa construction sont les difficultés de circulation dues au développement de la ville.
Durant cette période les villes de Londres et New York, confrontées au même choix, créent un premier réseau consistant à prolonger les lignes de chemin de fer dans la ville avant de créer par la suite un réseau dédié (avec un gabarit différent) : ainsi Londres met en service en 1863 une ligne circulaire desservie par des trains à vapeur et assurant l’interconnexion des gares londoniennes. En 1890, la première ligne de vrai métro londonien - souterrain et électrique, au gabarit surbaissé - (le « Tube ») est inaugurée. En 1867, New York met à son tour en service un réseau de chemin de fer à vapeur dans la ville perché sur des viaducs métalliques (le premier vrai métro, l’Interborough Rapid Transit Company (IRT) au gabarit plus réduit, sera mis en service en 1904). Enfin en 1896, Budapest inaugure une ligne de tramway entièrement souterraine, le « Földalatti ».
Au milieu du XIXe siècle, Paris possède neuf gares terminales qui ne sont pas reliées entre elles. Afin de permettre le transit entre les différents réseaux, la Petite Ceinture est construite entre 1852 et 1869. Il s'agissait d'une ligne circulaire située à l'intérieur de l'enceinte de Thiers et traversant ce qui était alors la petite couronne de Paris. D'abord réservée aux marchandises, elle est ouverte aux voyageurs dès 1854 pour la ligne d'Auteuil puis à partir de 1862 sur le reste de la Ceinture. À son apogée, elle dessert vingt-et-une gares et atteint les trente-huit millions de voyageurs transportés lors de l'exposition universelle de 1900. Le succès de ce qui devient une véritable desserte ferroviaire urbaine est très vite au rendez-vous, si bien que des extensions vers Boulogne sont même évoquées, sans suite. En revanche, dans Paris, de nombreux raccordements permettent des services entre la Ceinture et les gares terminales. La Petite Ceinture a prouvé qu'un réseau ferroviaire métropolitain était nécessaire, mais n'est pas, du fait de son rôle de rocade, suffisante pour désencombrer durablement les axes de transport de surface dans le centre de la capitale.

### Un demi-siècle de projets
Dès 1845, la ville de Paris et les compagnies de chemin de fer envisagent d’établir un réseau de chemin de fer dans Paris. Il s'agit à l'époque de véhiculer des marchandises. Dans Le Ventre de Paris (1873), dont l'action se passe dans les années 1860, Émile Zola évoque, au chapitre IV, une « voie du chemin de fer souterrain, établi dans le sous-sol, et que des lignes projetées devaient relier aux différentes gares ». En 1871, à la suite des premières élections municipales de Paris, le sujet est remis à l'ordre du jour au cours d'une session du Conseil Général de la Seine : le projet évoqué concerne la création d'un chemin de fer local qui doit desservir l'ensemble du département de la Seine, c'est-à-dire un mode de transport intermédiaire entre les omnibus et tramways hippomobiles assurant alors la desserte de Paris et le réseau existant de chemin de fer à vocation nationale et régionale. À l'époque, la voie ferrée dans Paris se limitait aux neuf gares terminus en cul-de-sac et aux six gares de passage interconnectées par la Petite Ceinture. La Compagnie générale des omnibus qui transportait par voie terrestre 260 millions de voyageurs par an et la Compagnie des hirondelles qui transportait par voie fluviale 40 millions de voyageurs par an ne parvenaient plus à répondre aux besoins de déplacement de la population parisienne, passée à 1,5 million d'habitants à la fin du XIXe siècle, d'où la nécessité d'un nouveau mode de transport en commun assurant le désengorgement de la capitale, qui connaissait alors un fort étalement urbain en absorbant ses faubourgs.
Par la suite deux conceptions vont s'opposer : la municipalité parisienne souhaite réaliser un réseau placé sous tutelle locale et assurant une desserte de la ville répondant en priorité aux besoins de ses habitants tandis que les compagnies de chemin de fer et les services de l’État (Préfecture, Ponts et Chaussée, Conseil d'État) axent le futur réseau sur des prolongements des lignes existantes aboutissant dans les gares parisiennes (gares Saint-Lazare, du Nord, de l'Est, de la Bastille, de Lyon, d'Austerlitz, de Denfert-Rochereau, des Invalides et Montparnasse) reliées entre elles par la ligne de Petite Ceinture. Le conflit est renforcé par de profondes divergences politiques (la municipalité de Paris est à gauche alors que le gouvernement est longtemps entre les mains des conservateurs) et compliqué par l'absence d'autonomie de la municipalité parisienne placée sous la tutelle de la Préfecture.
En 1847, FL. de Kérizouët, ingénieur civil, propose dans une note un projet de « Rue de Fer » de 2 kilomètres pour « Joindre entre elle les grandes lignes de fer et les prolonger jusqu'au centre de Paris ». Il s'agit à l'époque de véhiculer du fret.
Entre 1856 et 1890, plus de 50 projets, sont élaborés sans qu’aucun n’aboutisse. Sur le plan technique à côté de projets farfelus (comme le métro aquatique de Girard) s’opposent les propositions de réseau aérien, à la manière des premiers métros américains, et de réseau souterrain. Les projets aériens sont contestés par ceux qui redoutent une dégradation des plus belles perspectives parisiennes, tandis que les projets souterrains suscitent des craintes pour la sécurité et la santé des voyageurs.
Martin Nadaud, opposant à Napoléon III et exilé en Angleterre a longtemps habité Londres. Devenu conseiller de Paris en 1871 où il représentait le quartier du Père Lachaise, il a proposé la construction d'un réseau métropolitain à Paris. Il relate dans ses Mémoires : Nous suivions la plus grande ligne du métropolitain ; chacun des membres de la commission avait un journal à la main et pouvait le lire, l'air était suffisant et la fumée n'incommodait personne. Alors M. Alphand me dit « Vous avez raison de nous parler de l'utilité du métropolitain ; voilà une œuvre bien conçue et il serait facile d'en faire autant à Paris » [...] Je croyais bien que rien ne devait entraver l’exécution de notre métropolitain ; j'avais compté sans la routine parisienne.

### Vers un réseau strictement parisien

#### Tramway tubulaire de Berlier
L'ingénieur lyonnais Jean-Baptiste Berlier propose en 1887 la création de trois lignes de « tramway tubulaire », concept directement inspiré du tube londonien (en effet, à l'époque, le métro n'est considéré que comme un simple tramway souterrain) :
- Ligne A : Porte Dauphine - Place de la Concorde;
- Ligne B : Place de la Concorde - Bastille
- Ligne C : Place de la Concorde - Porte de Vincennes

Les rames électriques circuleraient en souterrain sous Paris sur une voie à écartement métrique, dans des tunnels circulaires creusés selon la méthode du bouclier. Le réseau s'articulerait autour d'un axe central reliant le bois de Boulogne (Porte Dauphine) au bois de Vincennes (Porte de Vincennes). Le projet est approuvé en 1892 par la ville de Paris, mais n'est jamais réalisé pour des raisons financières. Cependant, il pose les bases du réseau qui sera construit, avec notamment le choix de la traction électrique et surtout le tracé de l'axe est-ouest qui sera repris, presque tel quel, par la ville de Paris pour sa première ligne. De plus, les études géotechniques précises réalisées par Berlier permettront de la réaliser dans un délai très court.

#### Succès du projet de Bienvenüe

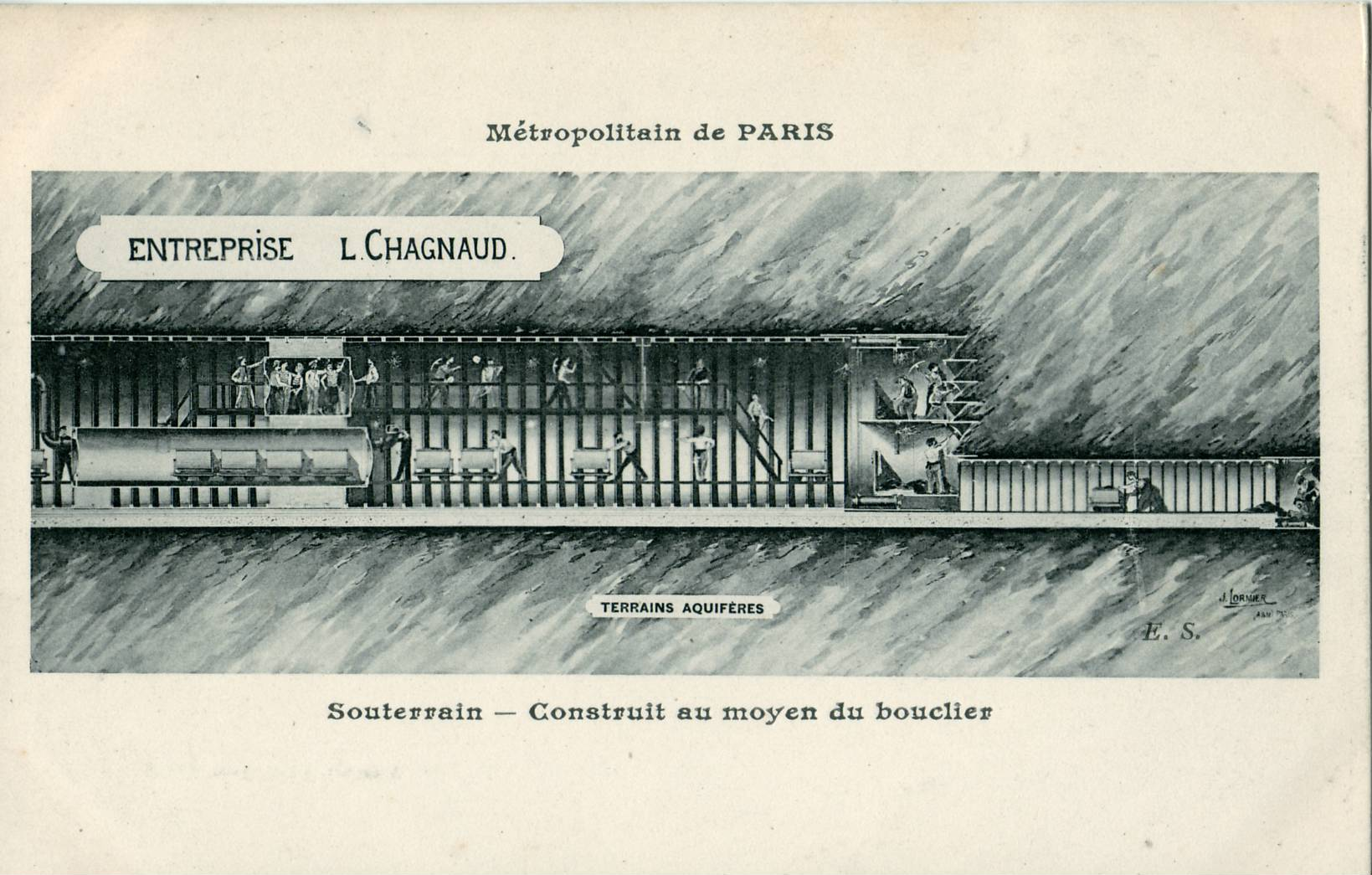
Les ouvrages d'art du métropolitain ont été réalisés par la Ville de Paris selon diverses techniques.
Ici, un tunnelier creuse les tunnels, et les ouvriers enlèvent les déblais et mettent des palplanches pour maintenir l'ouvrage en construction.

La détérioration des conditions de circulation dans Paris, l’exemple des capitales étrangères et l’approche de l’exposition universelle de 1900 décident les autorités à lancer enfin la construction du métro. La solution proposée par la Ville de Paris est finalement retenue. L’État concède à celle-ci la conception et la réalisation de l’ouvrage. Après l’adoption par le Conseil municipal le 20 avril 1896 du projet de réseau de Fulgence Bienvenüe et d'Edmond Huet, le « chemin de fer métropolitain » est déclaré d’utilité publique par une loi du 30 mars 1898.
Ce réseau d'intérêt local destiné au transport des voyageurs et de leurs bagages à main, comprend six lignes :
- ligne A : Porte de Vincennes - Porte Dauphine ;
- ligne B : ligne circulaire, essentiellement par les anciens boulevards extérieurs (Étoile - Place de Clichy - Nation - Gare de Lyon - Place d'Italie - Étoile) ;
- ligne C : Porte Maillot - Ménilmontant (place Gambetta) ;
- ligne D : Porte de Clignancourt - Porte d'Orléans ;
- ligne E : Boulevard de Strasbourg (Gare de l'Est) - Pont d'Austerlitz ;
- ligne F : Cours de Vincennes (Nation) - Place d'Italie.

Trois lignes supplémentaires sont envisagées ultérieurement :
- ligne G : Place Valhubert (Gare d'Orléans) - Quai de Conti ;
- ligne H : Place du Palais-Royal - Place du Danube :
- ligne I : Auteuil - Place de l'Opéra.

L'État conditionne toutefois la concession de ce réseau local à l'approbation par la Ville de trois opérations visant à prolonger dans Paris les lignes des grandes compagnies :
- extension du chemin de fer d'Orléans de la gare d'Orléans à la nouvelle gare d'Orsay ;
- doublement de la Petite Ceinture entre Courcelles et Passy et création d'un raccordement vers la gare du Champ de Mars ;
- extension de la ligne de Sceaux de la gare de Denfert-Rochereau à la gare du Luxembourg.

La Ville n'aura d'autre choix que de céder afin de permettre la construction de son métro. À l'exception de la ligne G, dont le but avoué était de concurrencer l'extension des voies du Paris-Orléans jusqu'à la gare d'Orsay, toutes les lignes seront réalisées, même si le projet sera amendé à plusieurs reprises par la suite. En revanche, la désignation des lignes par des lettres est abandonnée au profit d'une numérotation, qui sera décalée consécutivement à l'abandon de la ligne G. À noter que le principe de « ligne » reste toutefois assez flou. Il est en effet à l'origine prévu d'exploiter le réseau selon un principe de missions : grâce à des raccordements, un voyageur pourrait se rendre où il le souhaite sans changement depuis sa station, à condition d'attendre le bon train. Ce principe sera ensuite écarté pour confier à chaque ligne une infrastructure propre, ce qui explique que les troncs communs, présents sur les réseaux du monde entier, n'existent pas à Paris.
Le cahier des charges du métro de Paris précise que celui-ci sera souterrain, à traction électrique, avec une voie à écartement normal et un gabarit réduit de 1,90 m qui interdit toute circulation des trains normaux. Le gabarit est finalement porté à 2,40 m. Cependant, un alinéa ambigu est ajouté dans la version finale : la construction du métro ne devra pas empêcher l'interconnexion des grandes lignes dans Paris. On interprète cela comme la possibilité de réaliser ultérieurement des tunnels à grand gabarit, et non pas donc comme la compatibilité entre le métro et les lignes de chemin de fer nationales. Le métro de Paris ne doit pas franchir les portes de Paris pour des raisons politiques mais aussi militaires ; en effet des souterrains passant sous l'enceinte de Thiers pourraient constituer un danger en cas de siège de la capitale. Le cahier des charges impose de construire des voies avec une déclivité maximale de 40 mm/m et un rayon de courbure minimal de 75 mètres. La longueur des stations est fixée d'emblée à 75 mètres, afin de permettre d'augmenter la longueur des trains si nécessaire. L'écartement métrique initialement envisagé est finalement abandonné au profit de l'écartement standard de 1 435 mm. Cela permet d'envisager des circulations du métro sur les voies des grandes compagnies, et notamment sur la Petite Ceinture, alors que l'inverse est impossible à cause du gabarit des tunnels.
Les travaux de la ligne 1 sont lancés le 4 octobre 1898 dans le cadre d’une convention passée entre la Ville de Paris et la Compagnie du chemin de fer métropolitain de Paris du financier belge le baron Empain (CMP) – sur la base de 150.000 actions souscrites en Belgique – qui prévoit que la ville doit réaliser l'infrastructure du réseau (tunnels, stations), le concessionnaire réalisant les superstructures (voies et accès aux stations).

## Construction et ouverture des premières lignes (1900-1910)

### Ligne 1 (Maillot - Vincennes): la naissance du métro

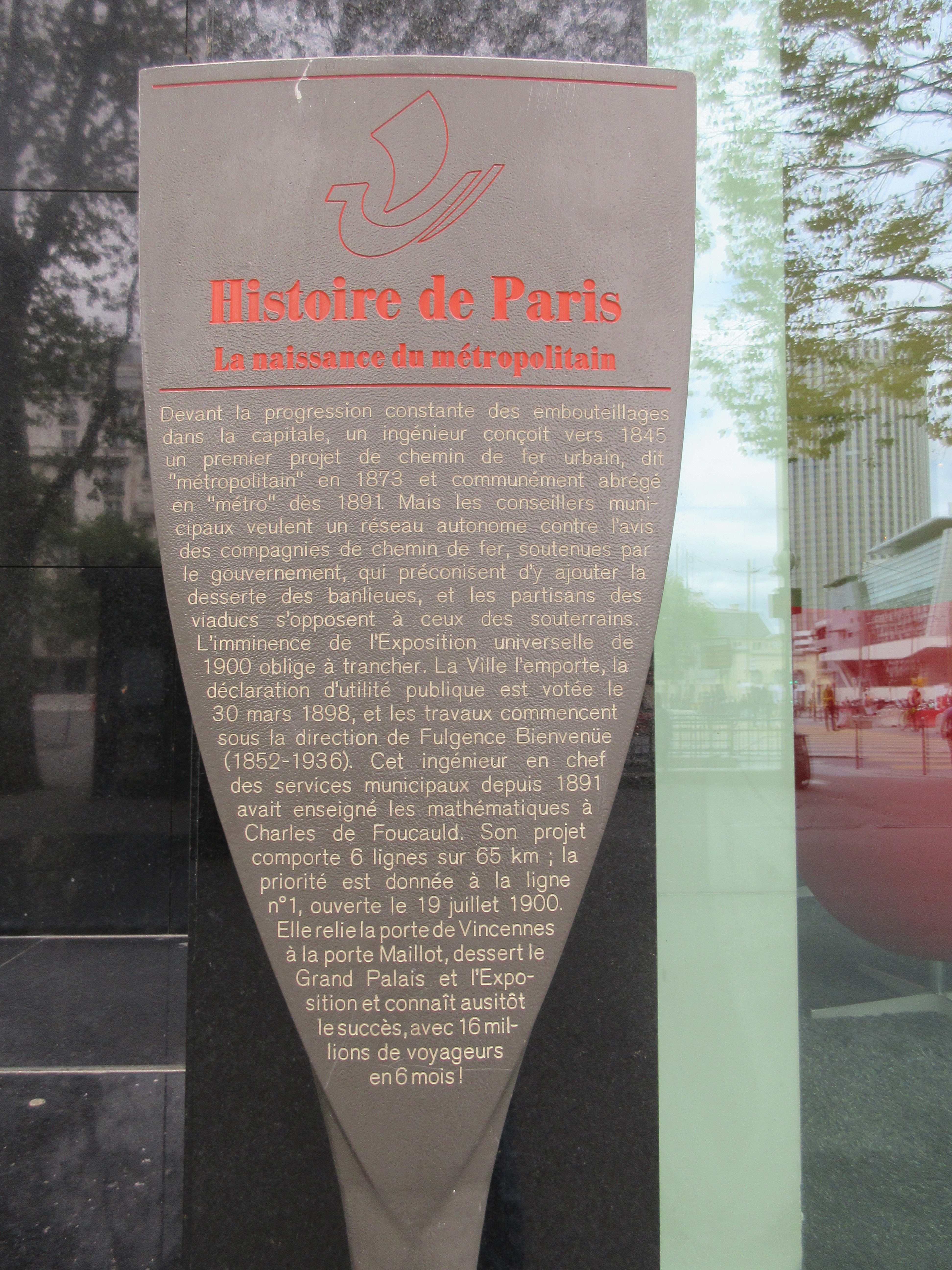
Panneau Histoire de Paris
« Naissance du Métropolitain ».

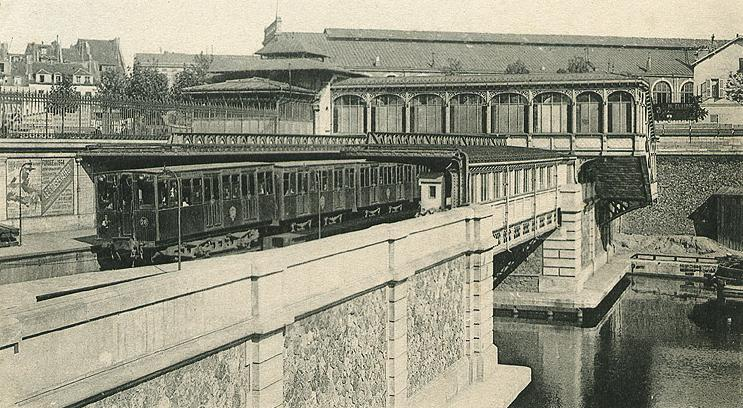
La ligne 1 à la station Bastille, en 1903. La rame est tractée par une automotrice « Thomson-double ».

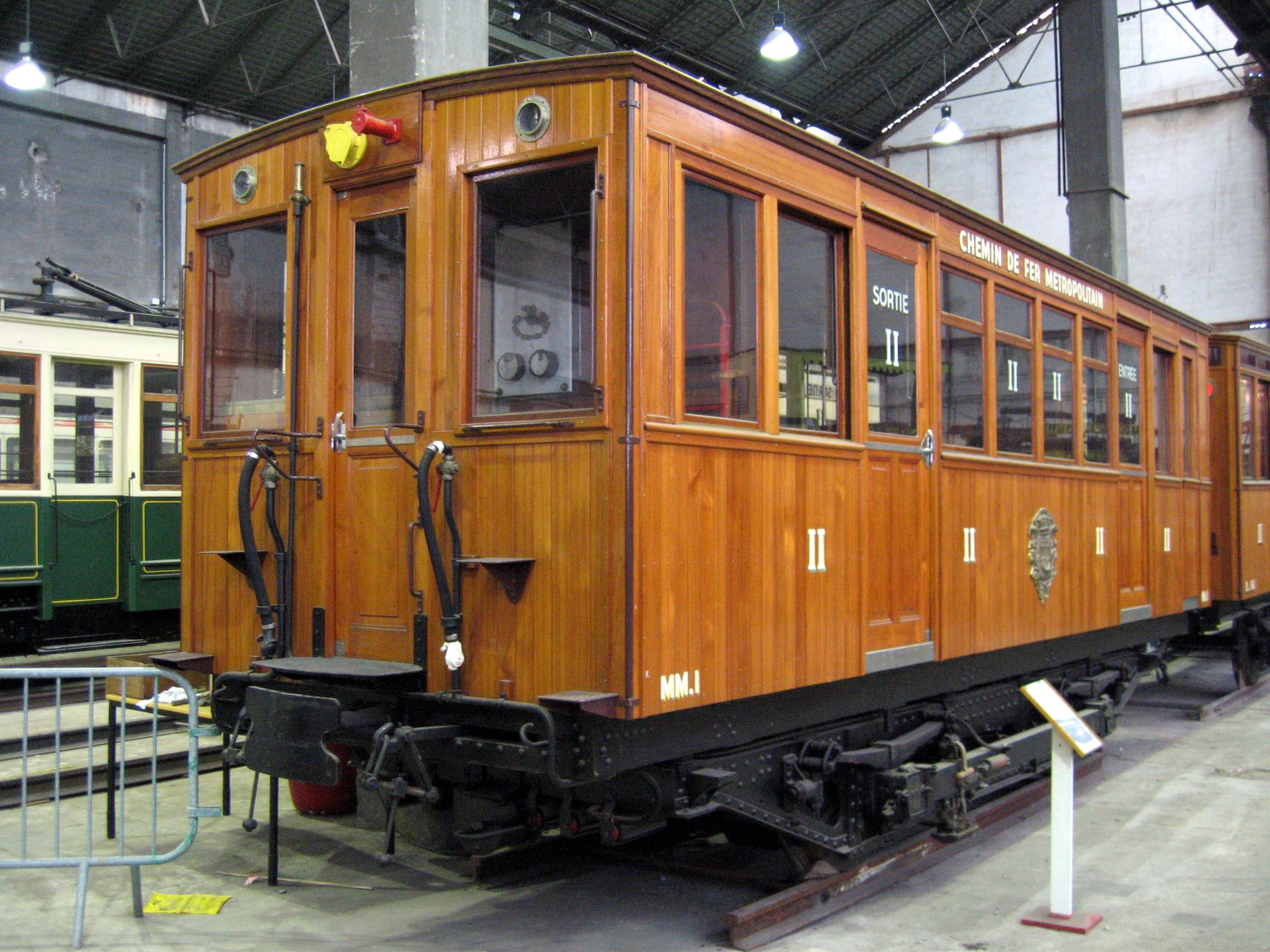
Motrice Westinghouse de type MM1.

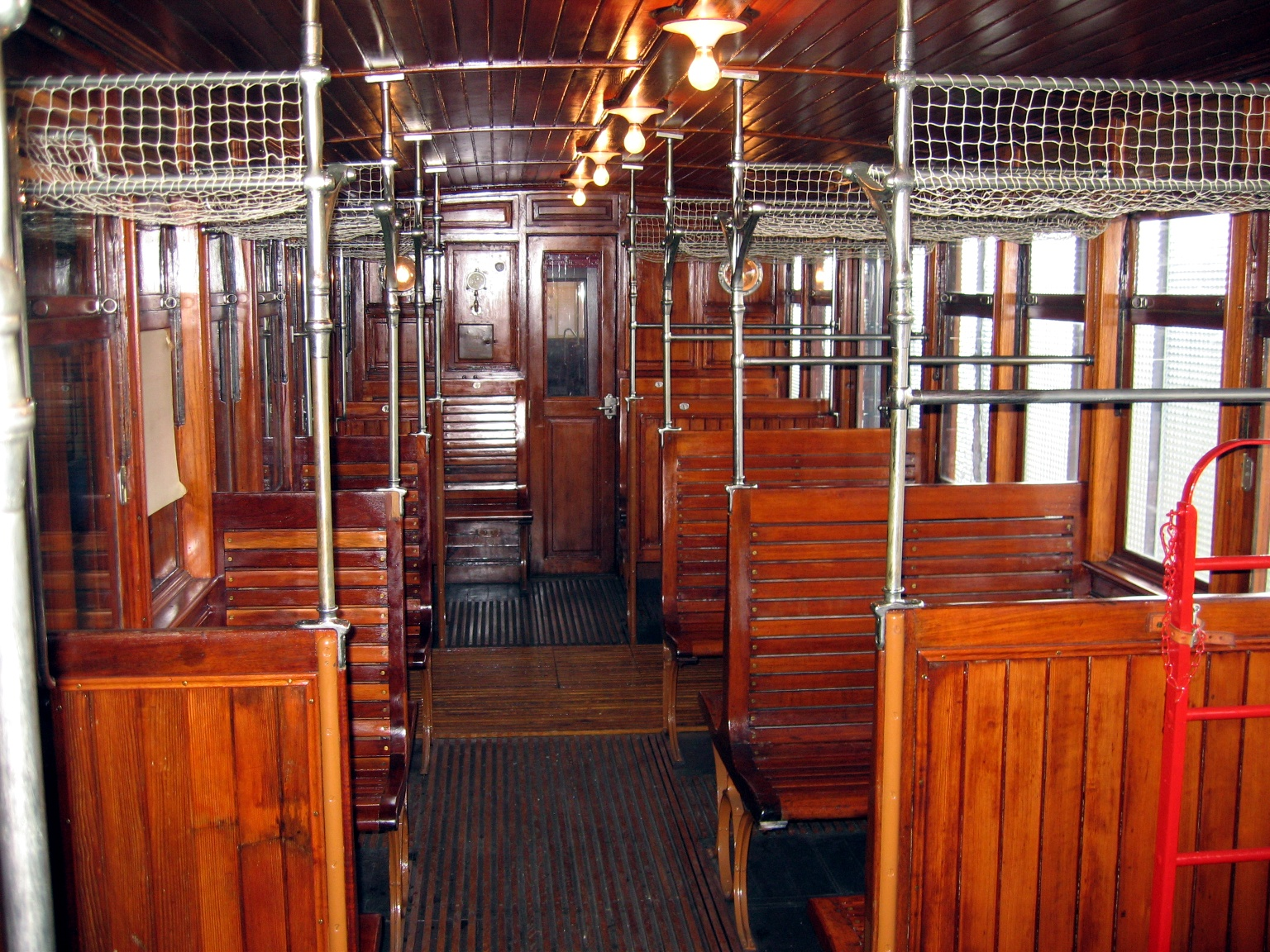
Les aménagements des voitures : banquettes en bois pour les secondes classes, porte-chapeaux installés au dessus de chaque tête.

Le tracé de la première ligne est modifié in extremis : il est décidé que le terminus occidental ne sera finalement pas fixé à Porte Dauphine mais Porte Maillot, les études de trafic ayant démontré que ce tracé serait plus pertinent – et donc plus rentable pour l'exploitant.
Dès novembre 1898, la Ville de Paris entreprend les travaux préparatoires à la construction de la première ligne du métropolitain parisien : réalisation de galeries de service entre le tracé et la Seine pour l'évacuation des déblais, déplacement du collecteur de la rue de Rivoli, remaniement des conduites d'eau. Les travaux de la ligne proprement dite sont menés en un temps record : ils durent vingt mois et sont conduits sous la direction de l'ingénieur des Ponts et Chaussées Fulgence Bienvenüe et financés par la Ville de Paris. La ligne est divisée en onze lots répartis entre plusieurs entreprises. Onze boucliers (sortes de tunneliers) sont construits pour cet ouvrage et implantés sous les chaussées, avec lesquels sont creusés environ 2 500 mètres de galerie, dont plus de 1 500 pour les trois boucliers Champigneul qui creusent depuis la place de la Nation (dans les deux sens) et celle de la porte Maillot. Afin de réduire la durée du chantier, la construction a toutefois en parallèle largement recours à des méthodes traditionnelles de galeries boisées. Le travail à ciel ouvert n'est pratiqué que pour la construction de certaines stations et d'une très petite partie du tunnel. La ligne 1 nécessite l'évacuation de 1 000 m3 de gravats par jour. Pour ce faire on utilise des péniches et des wagons empruntant les rails du tramway dont l'usage était généralisé à Paris.
La ligne 1 est livrée le 15 juin 1900 par la Ville de Paris à son exploitant, la Compagnie du chemin de fer métropolitain de Paris, qui y fait circuler ses rames pour l'essai de la ligne et l'instruction du personnel.
Elle est ouverte au public le 19 juillet 1900 afin de desservir les épreuves des Jeux olympiques de 1900 au bois de Vincennes. Les édicules sont conçus par l’architecte emblématique de l’art nouveau, Hector Guimard.
La ligne est inaugurée de manière très discrète car la CMP souhaite une montée en charge progressive. Les Parisiens sont tout de suite séduits par ce nouveau moyen de transport qui permet des gains substantiels de temps dans des conditions de confort meilleures que les moyens de transport disponibles en surface. Il faut rapidement augmenter les fréquences et allonger les rames qui passent en deux ans de trois voitures à huit voitures sur les sections les plus fréquentées. Mais les voitures à essieux sous-motorisées montrent rapidement leurs limites face au trafic.
Dès le mois de décembre 1900, le métropolitain a transporté quatre millions de voyageurs, ce qui pousse à très vite mettre en œuvre les autres lignes prévues. Les lignes 2 Nord et 3 sont mises en chantier, puis rapidement les lignes 2 Sud, 5 et 4.
Le succès rapide du métro est également à l’origine d’une première grève du personnel (du 29 au 31 janvier 1901) qui revendique une amélioration des termes de la convention régissant leur profession, au demeurant déjà avantageuse au regard des conventions des employés et ouvriers des industries de l’époque.

### Ligne 2  Nord (Dauphine - Nation): l'entrée en scène du métro aérien

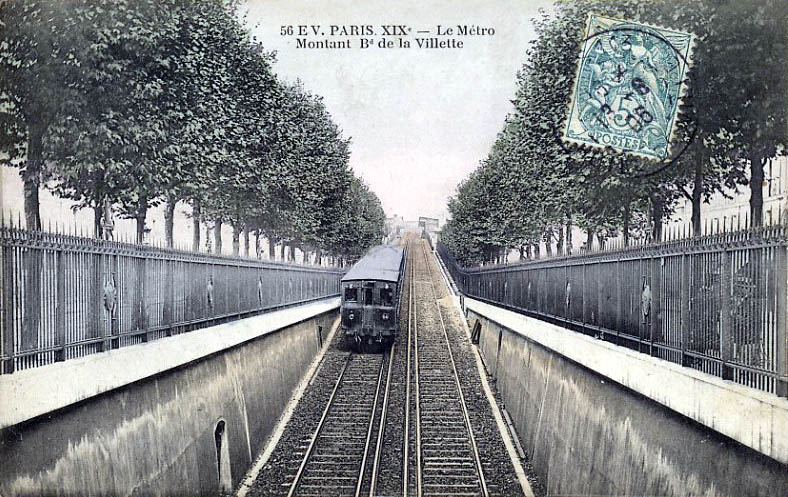
Un train de la ligne 2 Nord dans la trémie du boulevard de la Villette.

Le remaniement de dernière minute de la ligne 1 avait laissé isolée une courte antenne reliant Porte Dauphine à Étoile. Cette antenne devait être ré-attribuée à la ligne 3, censée emprunter les voies de la ligne circulaire entre Villiers et Étoile, mais l'abandon de l'exploitation en missions fait renoncer à ce choix. La branche est tout de même construite en même temps que la première ligne et inaugurée le 13 décembre 1900, avec un terminus provisoire fixé à Étoile. Par la même occasion, il avait été décidé que la ligne circulaire, la ligne 2, serait scindée en deux arcs afin d'en faciliter l'exploitation. L'antenne de Porte Dauphine est donc adjointe à l'arc nord, logiquement renommé « 2 Nord ».
Les travaux de la ligne 2 Nord commencent dans la foulée de l'inauguration de la ligne 1 et un premier tronçon souterrain est ouvert le 7 octobre 1902 jusqu'à Anvers. Le tronçon suivant, lui, présente une particularité : en effet, les concepteurs ont pris la décision de faire circuler les rames sur un viaduc en plein air sur quatre stations. Cette méthode de construction est onéreuse, mais elle permet de franchir facilement les faisceaux ferroviaires des gares du Nord et de l'Est et le canal Saint-Martin, là où un tunnel devrait les franchir par de fortes rampes, supérieures à celles permises par le cahier des charges. Le tronçon aérien est mis en service le 31 janvier 1903, avec un nouveau terminus à la station Bagnolet. Quelques mois plus tard, le 2 avril 1903, la ligne atteint le terminus définitif, Nation.

### Incendie de Couronnes: la remise en cause des choix techniques

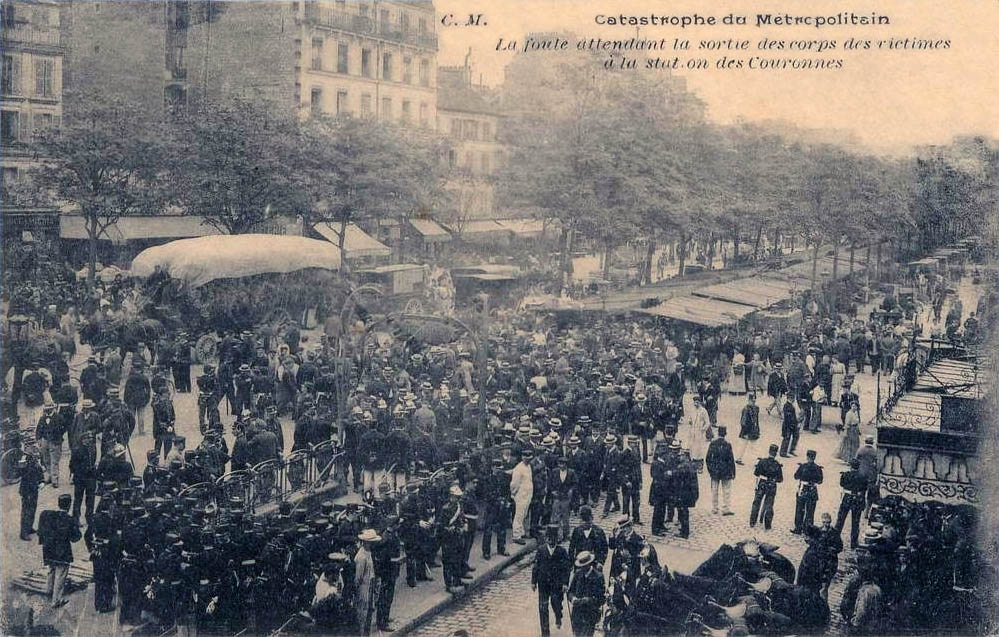
La catastrophe du Métropolitain, station Couronnes : la foule attendant la sortie des victimes.

Le 10 août 1903, un début d'incendie se déclare sur une rame de la ligne 2 Nord à la station Barbès. La rame est convoyée à vide, mais la rame suivante, pleine de voyageurs est arrêtée à la station Couronnes par un signal rouge. Soudain, l'incendie prend de l'ampleur sur la rame précédente qui a atteint Ménilmontant, et une fumée épaisse envahit le tunnel. Les voyageurs sont évacués mais refusent de quitter les quais à moins d'être remboursés. Subitement, la lumière est coupée, les fils ayant fondu sous la chaleur de l'incendie. Les voyageurs toujours sur le quai tentent de s'enfuir mais vont dans la direction opposée à la sortie et meurent écrasés ou asphyxiés. Le drame fait 84 morts et demeure la seule catastrophe connue par le réseau parisien. Toutefois, cette catastrophe entraîne l'application d'importantes mesures de sécurité, comme le sectionnement de l'alimentation électrique, la mise en place d'un éclairage de secours et la fabrication de matériels en métal (d'abord la voiture de conduite puis l'ensemble des voitures transportant les voyageurs) et non plus en bois. Elle entraîne l’abandon rapide des voitures à essieux au profit de voitures à bogies plus longues puis à compter de 1908 des rames à caisses métalliques avec un système permettant de commander à distance les voitures motrices, principe des unités multiples dit Sprague-Thomson.

### Ligne 3 (Villiers - Gambetta): le second axe est-ouest

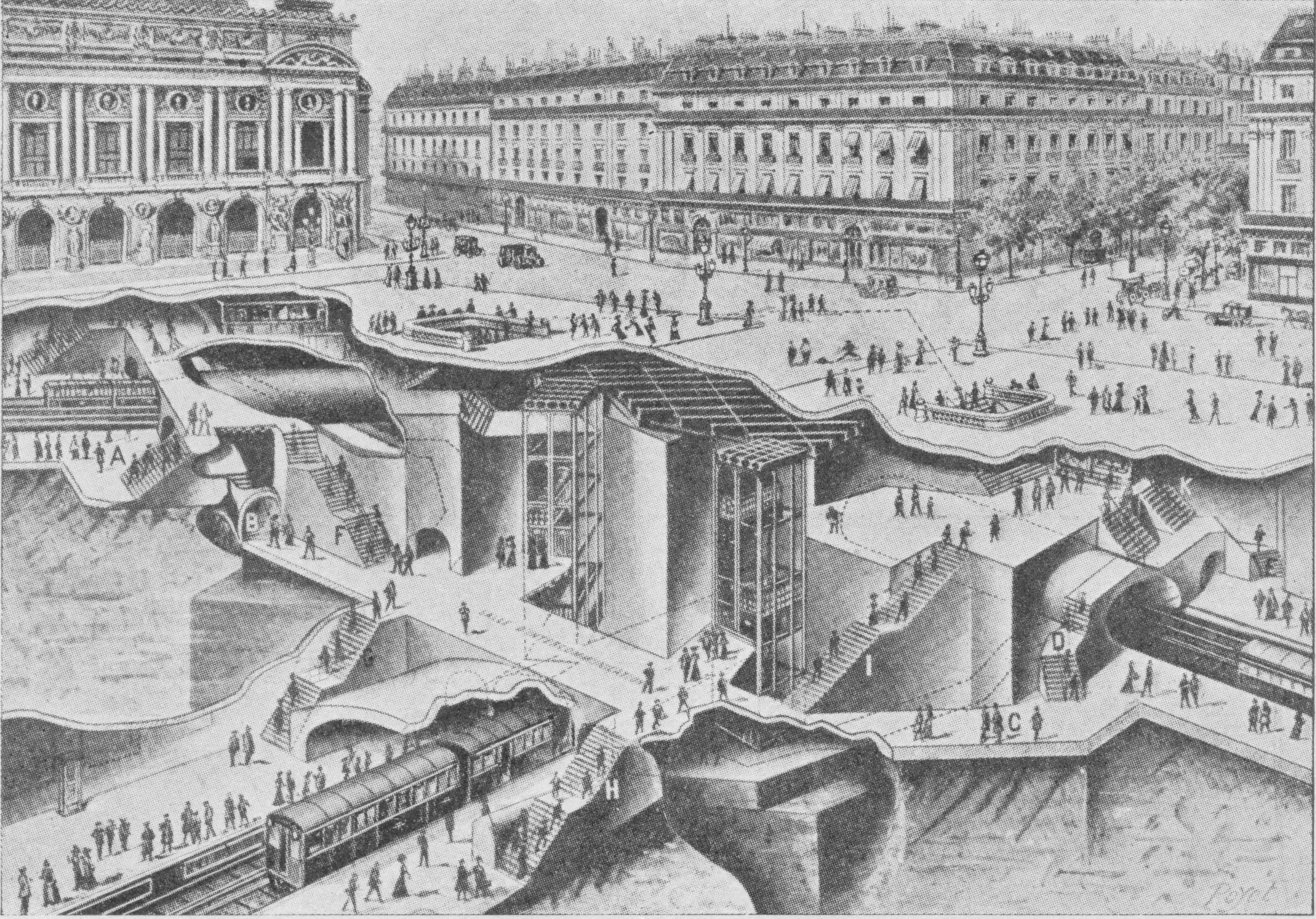
Vue en coupe de l'ouvrage dOpéra où se superposent les lignes 3, 7 et 8.

Les travaux de la ligne 2 sont bientôt suivis de ceux de la ligne 3, devant initialement relier Porte Maillot puis Porte Dauphine au quartier de Ménilmontant, mais finalement limitée à l'ouest à la station Villiers. Dans cette optique, une boucle de retournement est construite sous le parc Monceau.
À la station Opéra, où trois lignes sont appelées à se croiser, Bienvenüe prend la décision de les faire se superposer en un seul point afin d'éviter de réaliser des travaux successifs pour chaque ligne. Ainsi, un puits est réalisé à ciel ouvert sur la place de l'Opéra par l'entrepreneur Chagnaud, en même temps que la construction de la ligne 3. Celle-ci emprunte l'ouvrage au niveau supérieur, tandis que les étages inférieurs sont réservés pour les futures lignes 7 et 8. Le premier tronçon ouvre le 19 octobre 1904, entre Villiers et Père-Lachaise. Le 25 janvier 1905, la ligne est étendue jusqu'à son terminus définitif, Gambetta, qui se compose en fait de deux demi-stations à quai central situées sur une boucle de retournement.
La conception de la ligne 3 tire les leçons du drame de Couronnes : ainsi, elle est équipée de nouvelles rames Sprague-Thomson, plus sûres, partiellement puis complètement métalliques. Par ailleurs, de nombreuses stations possèdent des accès aux deux extrémités afin d'en faciliter l'évacuation en cas de sinistre.

### Ligne 2 Sud (Étoile - Italie), l'arc sud, et la ligne 5 (Italie - Gare du Nord), le premier axe nord-sud

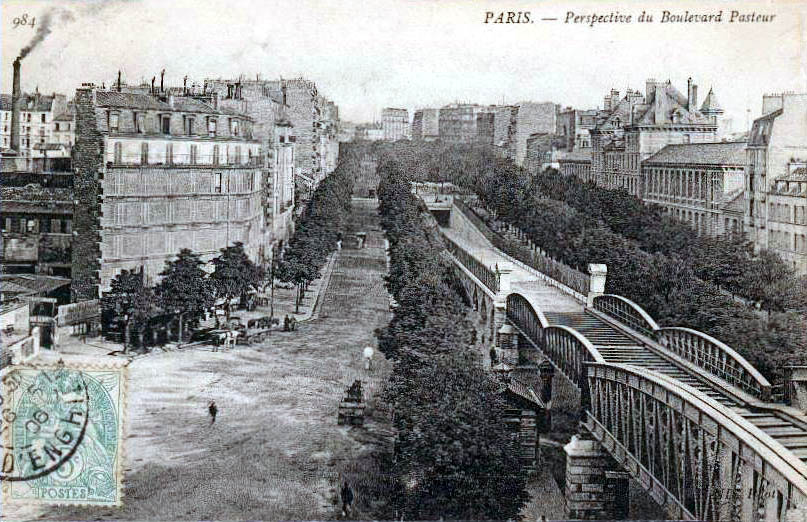
Fin de chantier de construction de la ligne 2 sud entre Sèvres - Lecourbe et Pasteur : pose des rails.

Un premier embryon de la circulaire sud est inauguré le 2 octobre 1900, reliant les stations Étoile et Trocadéro et desservant par la même occasion les sites de l'exposition universelle. Le 5 novembre 1903, la ligne est prolongée d'une station jusqu'à Passy. La station, partiellement aérienne et située à flanc de colline, n'est utilisée que sur une partie de sa longueur en attendant la réalisation du franchissement de la Seine au-dessus du pont de Passy. Comme pour l'arc nord, les ingénieurs ont préconisé un parcours en grande partie aérien afin de franchir la Seine et de s'adapter aux fortes déclivités sur le tracé. Le 24 avril 1906, la ligne 2 Sud est étendue jusqu'à Place d'Italie, où elle utilise provisoirement la boucle de la future ligne 5. Au-delà, le tracé fait débat. Le projet initial prévoyait une utilisation des voies de la ligne 1 entre Gare de Lyon et Nation, mais le principe des troncs communs ayant été écarté, on envisage de rejoindre Nation par un tracé plus au sud, via Bercy, en lieu et place de la future ligne 6. Cependant ce tronçon ne desservant que des zones alors faiblement peuplée est déjà jugé peu rentable par la CMP qui n'est donc pas pressée de l'aménager, bien que l'infrastructure soit achevée.

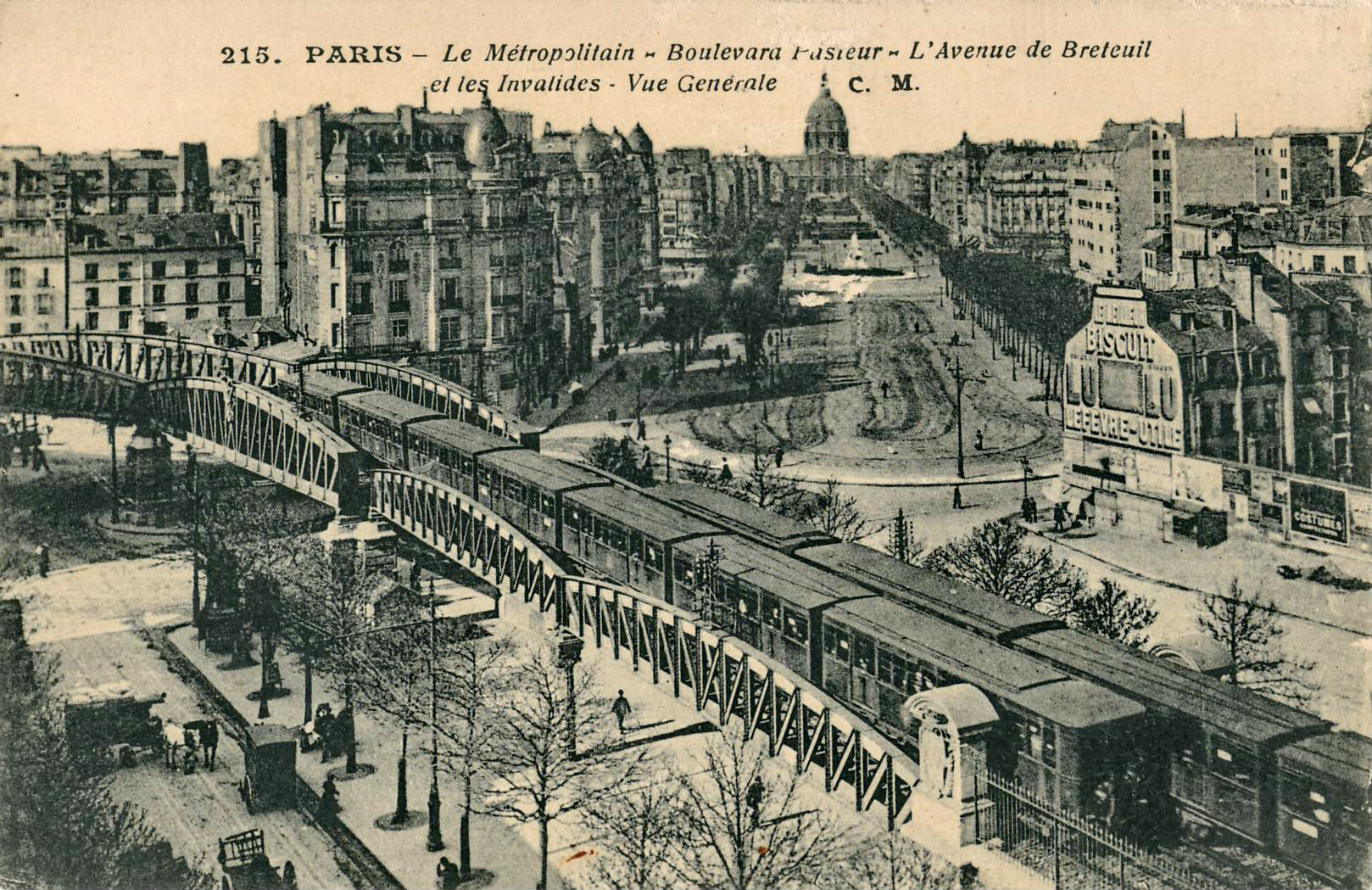
Le viaduc de la ligne 2 Sud (future 6) sur le boulevard Pasteur, vers 1910.

Le 2 juin 1906 est inaugurée la ligne 5 qui relie dans un premier temps Gare d'Orléans à Place d'Italie, où la boucle de retournement est partagée avec la ligne 2 Sud. Au-delà de Gare d'Orléans, la traversée de la Seine pose problème : en effet, le projet initial prévoyait un franchissement en viaduc puis une desserte de la Gare de Lyon. Mais un tel tracé nécessiterait des courbes très serrées et des rampes très fortes, largement supérieures aux limites fixées par le cahier des charges. Par conséquent, il est décidé de reporter la correspondance avec la ligne 1 à Bastille, avec un tracé le long du bassin de l'Arsenal. La Seine est franchie par un viaduc à travée unique, le viaduc d'Austerlitz, qui est mis en service le 13 juillet 1906, permettant aux trains de continuer jusqu'à Place Mazas, où une navette permet aux passagers de rejoindre Gare de Lyon via un raccordement partiellement à voie unique. En effet, les accès du nouveau terminus ne sont pas achevés ce qui oblige les passagers à emprunter la navette pour terminer le trajet. La correspondance devient vite superflue, et à partir du 28 juillet la navette est supprimée et les trains gagnent directement Gare de Lyon après un rebroussement. Le 17 décembre 1906, enfin, le tronçon entre Place Mazas et Gare de Lyon est supprimé, la ligne 5 étant prolongée au nord jusqu'à Lancry.
La cohabitation des lignes 2 Sud et 5 à Place d'Italie posant des problèmes croissants d'exploitation, on décide de construire les quais de la future ligne 6 afin d'accueillir le terminus de la ligne 2 Sud. Mais finalement, la rupture de charge apparaît de plus en plus inutile, si bien que le 14 octobre 1907, la ligne 2 Sud disparaît tout simplement et fusionne avec la ligne 5, même si la possibilité d'une jonction ultérieure avec la ligne 6 reste possible. La ligne 2 Nord est alors renommée tout simplement « ligne 2 », tandis que la ligne 5 effectue le trajet Étoile - Lancry, avant de gagner le 15 novembre le terminus de Gare du Nord.

### Ligne 4 (Orléans - Clignancourt): la première traversée sous-fluviale

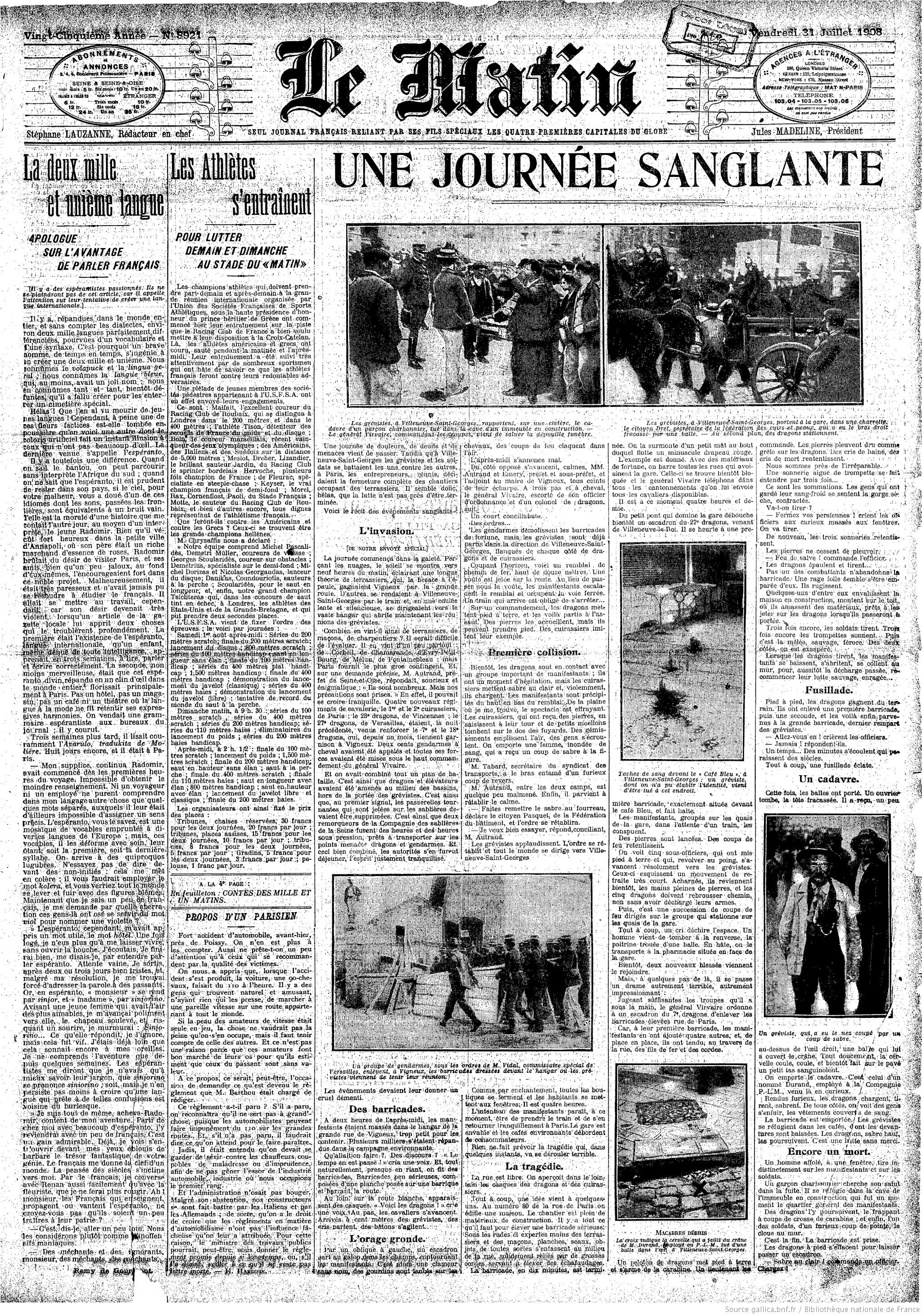
« Une journée sanglante », titre Le Matin du 31 juillet 1908: la construction du métro ne va pas sans conflits sociaux importants. Sous Clemenceau, une grève éclate à Draveil-Villeneuve-Saint-Georges parmi les carriers, puisatiers, etc., employés de compagnies largement bénéficiaires grâce au chantier du métropolitain.

La ligne 4 était particulièrement attendue, puisqu'elle suivait le traditionnel axe nord-sud de la capitale. Mais après diverses polémiques sur le tracé à choisir (notamment sur les difficultés de construire un viaduc plutôt qu'une traversée sous-fluviale, le sous-sol instable nécessitant des fondations trop profondes pour ce viaduc), la réalisation d'une double traversée sous-fluviale constituait une gageure. Le tracé initial envisageait une traversée au niveau de l'institut de France, avant de croiser la ligne 1 à la station Louvre et de rejoindre les Halles par l'ouest. Mais l'opposition farouche des académiciens aux travaux et le report de l'extension de la rue de Rennes jusqu'à la Seine font finalement conduire à préconiser un tracé via l'île de la Cité et Châtelet.

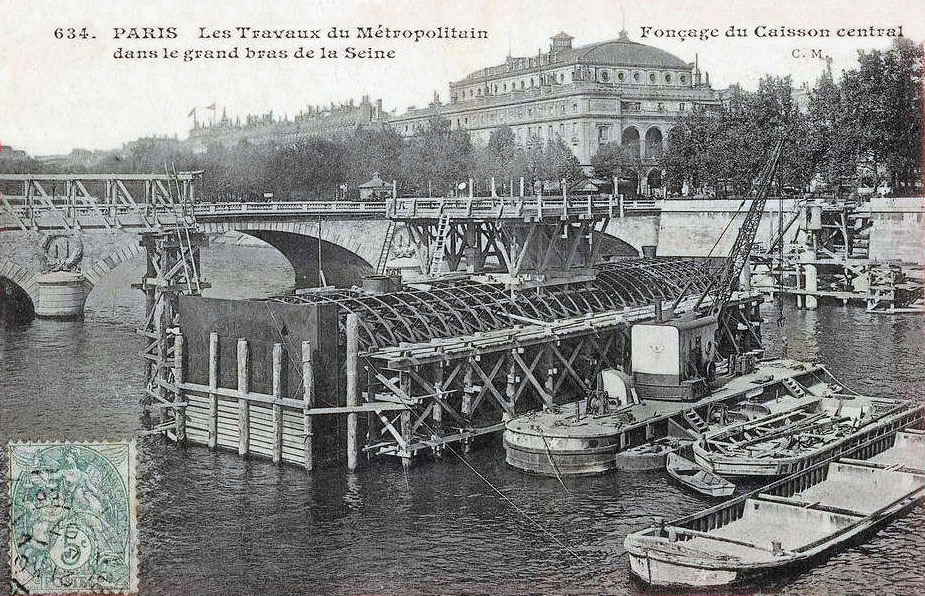
Fonçage du caisson central dans le grand bras de la Seine.

Au sud, le retard de percement du boulevard Raspail empêche de réaliser le tunnel du métro en dessous. On décide donc de dévier provisoirement la ligne 4 par la gare Montparnasse à partir de Vavin, coude qui, finalement, sera définitif car il offre l'intérêt de desservir l'une des grandes gares parisiennes.
Les travaux exécutés à partir de 1905 sont sans doute les plus spectaculaires réalisés sur le réseau et attirent de nombreux curieux. La traversée de la Seine est réalisée à l'aide de caissons, assemblés sur la rive et foncés progressivement dans le lit du fleuve. Les structures métalliques des deux stations Cité et Saint-Michel sont également assemblées en surface et foncées dans le sol à leur emplacement définitif. Le passage sous la ligne de chemin de fer de Paris à Orléans (aujourd'hui ligne C du RER) est délicat : il empêche d'employer la méthode du fonçage. C'est la congélation du sol avec une saumure de chlorure de calcium à −24 °C qui est choisie, ce qui permet de travailler à sec dans les poches d'eau.
La ligne 4 est ouverte le 21 avril 1908 de Porte de Clignancourt à Châtelet puis le 30 octobre 1909 entre Porte d'Orléans et Raspail. Le tronçon central, dont la traversée de la Seine, est mis en service le 9 janvier 1910… avant de fermer quelques jours plus tard, victime de la crue de 1910.

### Ligne 6 (Italie - Nation): la discrète ligne de jonction
Dernière ligne du projet présenté par Fulgence Bienvenüe et Edmond Huet, la ligne 6 est une courte ligne de liaison entre Nation et Place d'Italie qui dessert des quartiers périphériques alors peu urbanisés. Son intérêt apparaît donc limité, d'autant plus que la jonction avec la circulaire sud n'est plus à l'ordre du jour. Les travaux d'infrastructure s'achèvent dès 1906, mais la CMP n'ouvre la ligne à l'exploitation qu'en 1909, souhaitant repousser au maximum l'ouverture de la ligne tout en restant dans les délais fixés par la loi. Comme les lignes 2 et 5, la ligne 6 possède des portions en viaduc. La Seine est franchie entre les stations Quai de la Gare et Bercy au moyen d'un nouveau viaduc au-dessus du pont de Bercy, élargi pour l'occasion.

## Réseau complémentaire et Nord-Sud (1910-1918)

### Réseau complémentaire

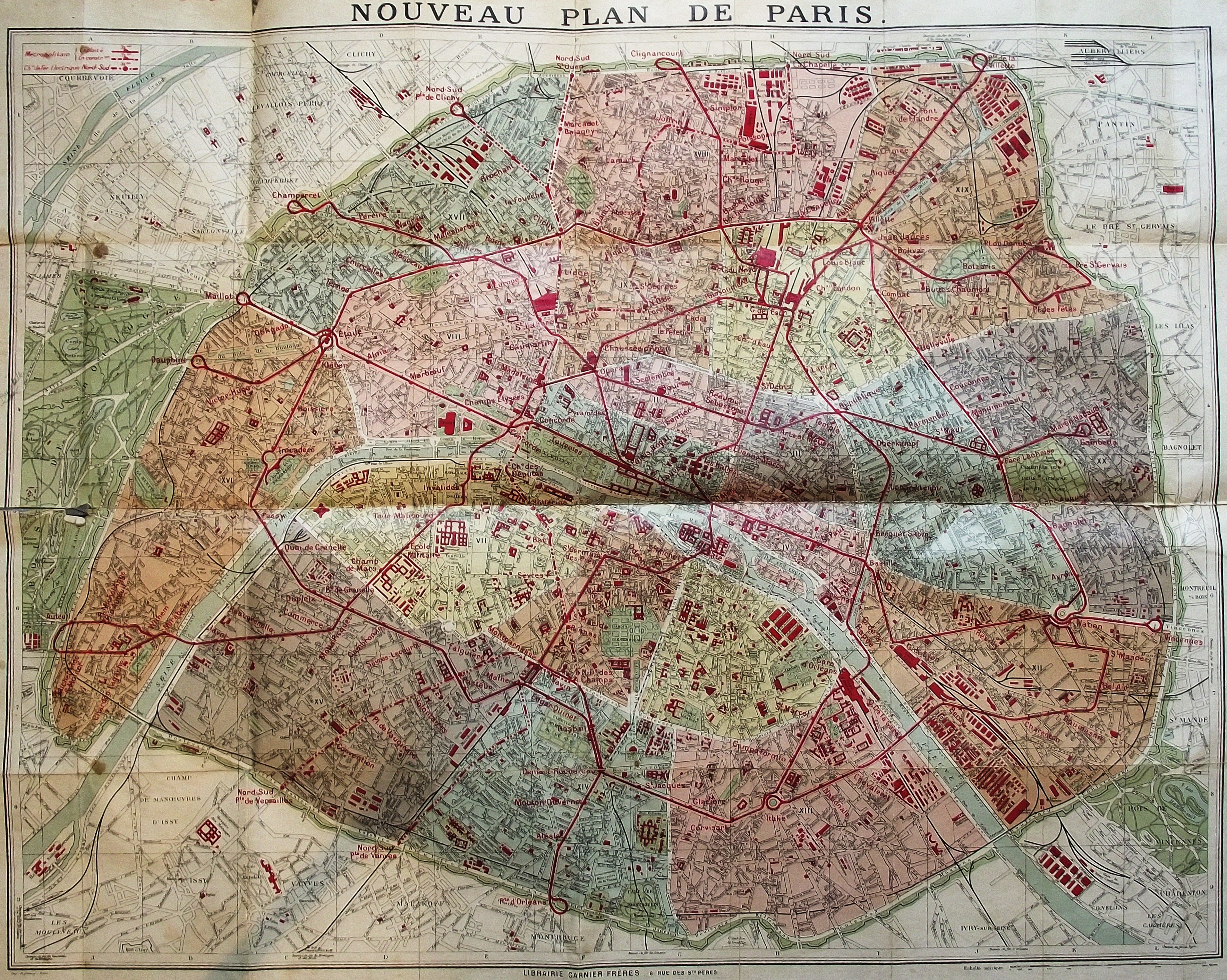
Plan du réseau, entre 1916 et 1921.
Les lignes du Nord-Sud sont représentées en tiretés.

En 1910, les six premières lignes déclarées d'utilité publique en 1898 sont toutes ouvertes au service, soit un an avant la date limite prévue par la loi. Le succès de ce premier réseau pousse à déclarer d'utilité publique les deux lignes prévues à titre éventuel, les lignes H et I, devenues les lignes 7 et 8 du métro. La même année, la crue de la Seine retarde les travaux de deux traversées sous-fluviales de la ligne 8, mais elle perturbe surtout gravement l'exploitation du réseau durant plusieurs mois.
Vu le succès rencontré par la première ligne du métropolitain, un réseau complémentaire est mis à l'étude dès 1901 afin de ne laisser aucun point de Paris, en principe, à plus de quatre cents mètres d'une station de métro. Ce réseau est établi par l'ingénieur Fulgence Bienvenüe. Plusieurs nouvelles lignes sont prévues, ainsi que des extensions dont celle la ligne 3 à la Porte de Champerret qui est achevée en 1911.

#### Ligne 7 (Palais Royal - Pré-Saint-Gervais/La Villette): à la conquête du nord-est parisien
Première des lignes éventuelles concédées par la ville de Paris, la ligne 7 doit d'abord relier le Palais Royal à la place du Danube sur les hauteurs du 19e arrondissement. Le projet initial est ensuite modifié : tout d'abord, une branche nommée « ligne 7bis » partant de la station Louis Blanc et desservant la porte de la Villette est ajoutée. Cette exploitation inédite implique que les trains iront en alternance sur chaque branche, un appareil de voie fonctionnant automatiquement au niveau de la séparation. La station Louis Blanc est dédoublée en deux demi-stations réparties sur deux niveaux afin de séparer les flux et d'éviter un cisaillement. Ensuite, le terminus de la place du Danube est déplacé à Place des Fêtes, avant que ne soit finalement décidé de réaliser une boucle à sens unique desservant successivement ces deux points ainsi que la porte du Pré-Saint-Gervais.
Le premier tronçon reliant Opéra à Porte de la Villette ne pose pas de problèmes particuliers, et est mis en service le 5 novembre 1910. En revanche, la branche de Pré-Saint-Gervais est d'une grande complexité : le tunnel évolue dans un milieu instable formé d'anciennes carrières de gypse. Les stations Buttes-Chaumont et Botzaris sont soutenues par des piédroits centraux, mais la plus impressionnante réalisation est la station Danube, qui est perchée à 34 m de hauteur sur un viaduc souterrain dans une ancienne carrière. La deuxième branche est finalement ouverte le 18 janvier 1911. Les travaux de l'extension d'Opéra à Palais-Royal sont presque achevés en 1914, mais sont ralentis par la guerre.

#### Ligne 8 (Auteuil - Opéra): l'achèvement du réseau primaire
La dernière ligne du réseau primaire à réaliser est la ligne 8, devant relier l'Opéra au quartier d'Auteuil. Comme pour la ligne 7, le tracé dans Auteuil est modifié pour former une boucle, tandis qu'une branche entre la station La Motte-Picquet Grenelle et la porte de Sèvres est envisagée. La Motte-Picquet Grenelle est donc construite avec un quai central, afin qu'un second quai puisse ultérieurement être construit pour séparer les flux. La ligne 8 nécessite cette fois de réaliser deux traversées sous-fluviales. Celle au niveau du pont Mirabeau est réalisée selon la méthode des caissons immergés, tandis que celle en aval du pont de la Concorde est forée afin de ne pas perturber le trafic fluvial alors conséquent. Le tronçon Opéra - Beaugrenelle ouvre le 13 juillet 1913, suivi du tronçon Beaugrenelle - Porte d'Auteuil le 30 septembre 1913.

### Concurrence du Nord-Sud

#### Aux origines du Nord-Sud

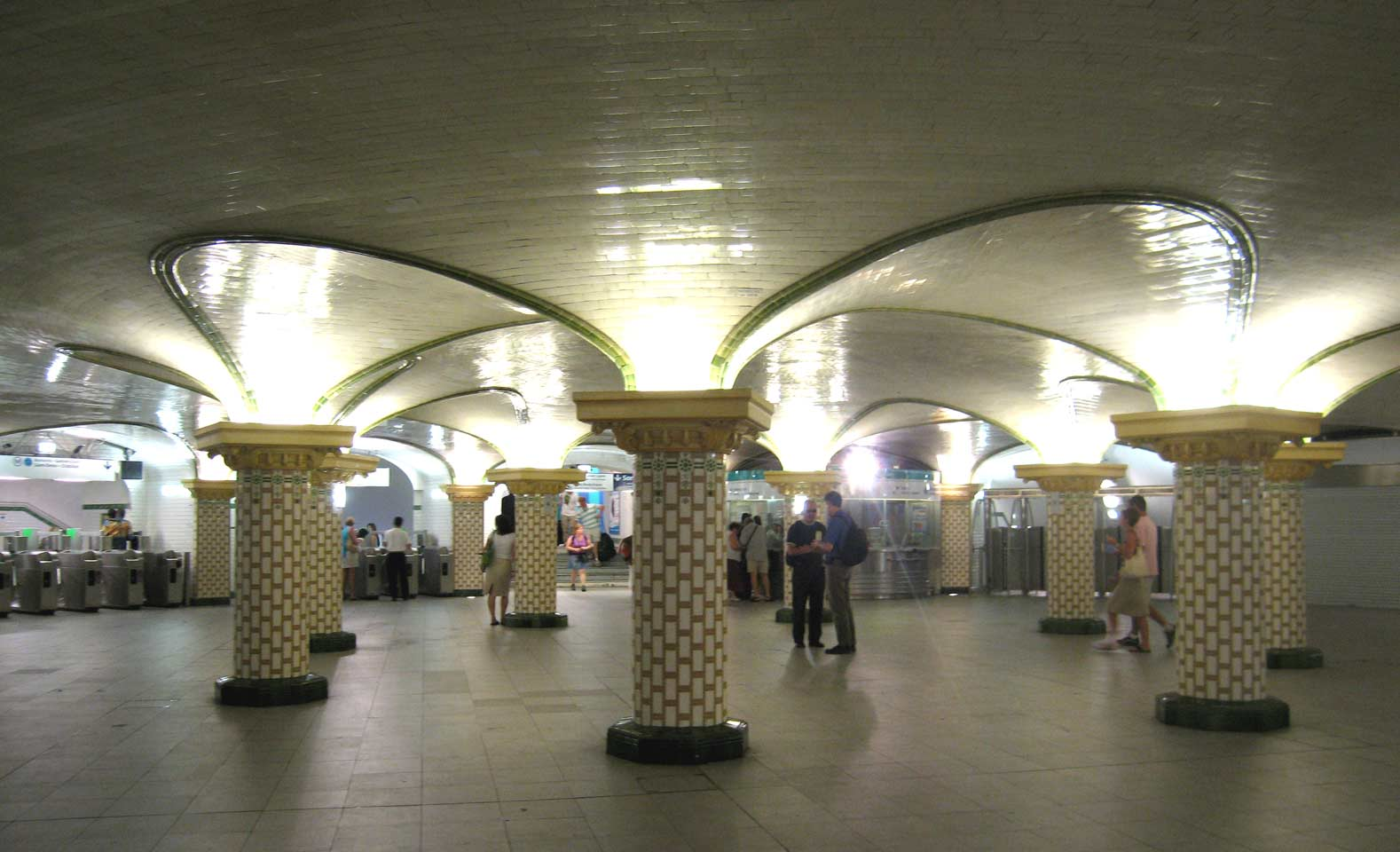
La rotonde de la station Saint-Lazare, réalisée par la compagnie Nord-Sud.

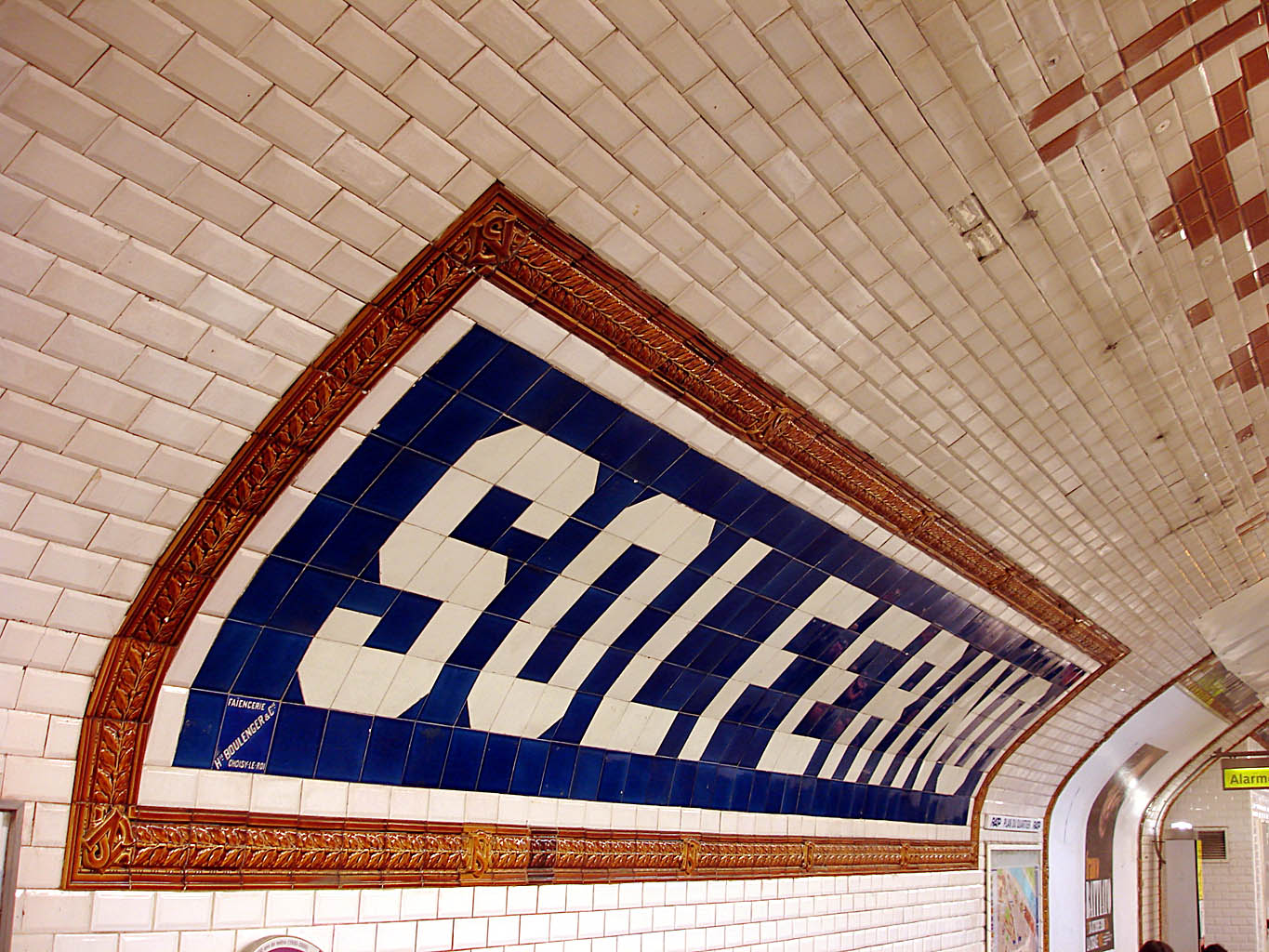
Faïence typique du Nord-Sud à la station Solférino.

En 1901, une seconde concession est accordée par la Ville de Paris à l'ingénieur lyonnais Jean-Baptiste Berlier qui avait déjà proposé quinze ans plus tôt le « tramway tubulaire ». La société du chemin de fer électrique souterrain Nord-Sud de Paris est créée et se substitue à lui pour réaliser une ligne à grande profondeur reliant Montparnasse à Montmartre, mais l'impossibilité de réaliser, comme initialement prévu, une ligne similaire au tube de Londres, à cause d'un sous-sol inconsistant, conduit à la réalisation de ce second réseau à l'image de celui de la CMP, les différences demeurant en fin de compte très limitées. Une seconde ligne est ensuite concédée à la société du Nord-Sud, puis une troisième.
La ligne A du Nord-Sud est ouverte le 5 novembre 1910 ; la ligne B ouvre, quant à elle, le 26 février 1911. La Ligne C devant relier Montparnasse à Porte de Vanves n'est jamais réalisé pour des raisons financières. En effet, la société a des difficultés à équilibrer ses comptes, d'autant plus qu'elle doit réaliser la totalité des travaux à ses frais, là où le gros œuvre du réseau de la CMP est construit par la ville de Paris.
La concession précise que les lignes du Nord-Sud devront respecter les caractéristiques du réseau de la CMP, afin de faciliter l'unification des deux réseaux à l'expiration de ladite concession. Leur principale différence réside dans l'alimentation des trains par caténaire, mais surtout dans l'aménagement des stations, particulièrement soigné. Ainsi, le Nord-Sud est l'inventeur des portes-plans sur les bouches de métro, des noms des stations en faïence ou encore des cadres publicitaires en céramique. La CMP voit d'un mauvais œil ce concurrent et une querelle éclate au sujet des correspondances entre les deux réseaux. Finalement, la ville de Paris impose aux deux compagnies de réaliser des correspondances lorsque deux lignes se croisent et une unification des tarifs, et contraint le Nord-Sud à lui verser une redevance sur le prix de chaque ticket.

#### Ligne A (Versailles - La Chapelle)

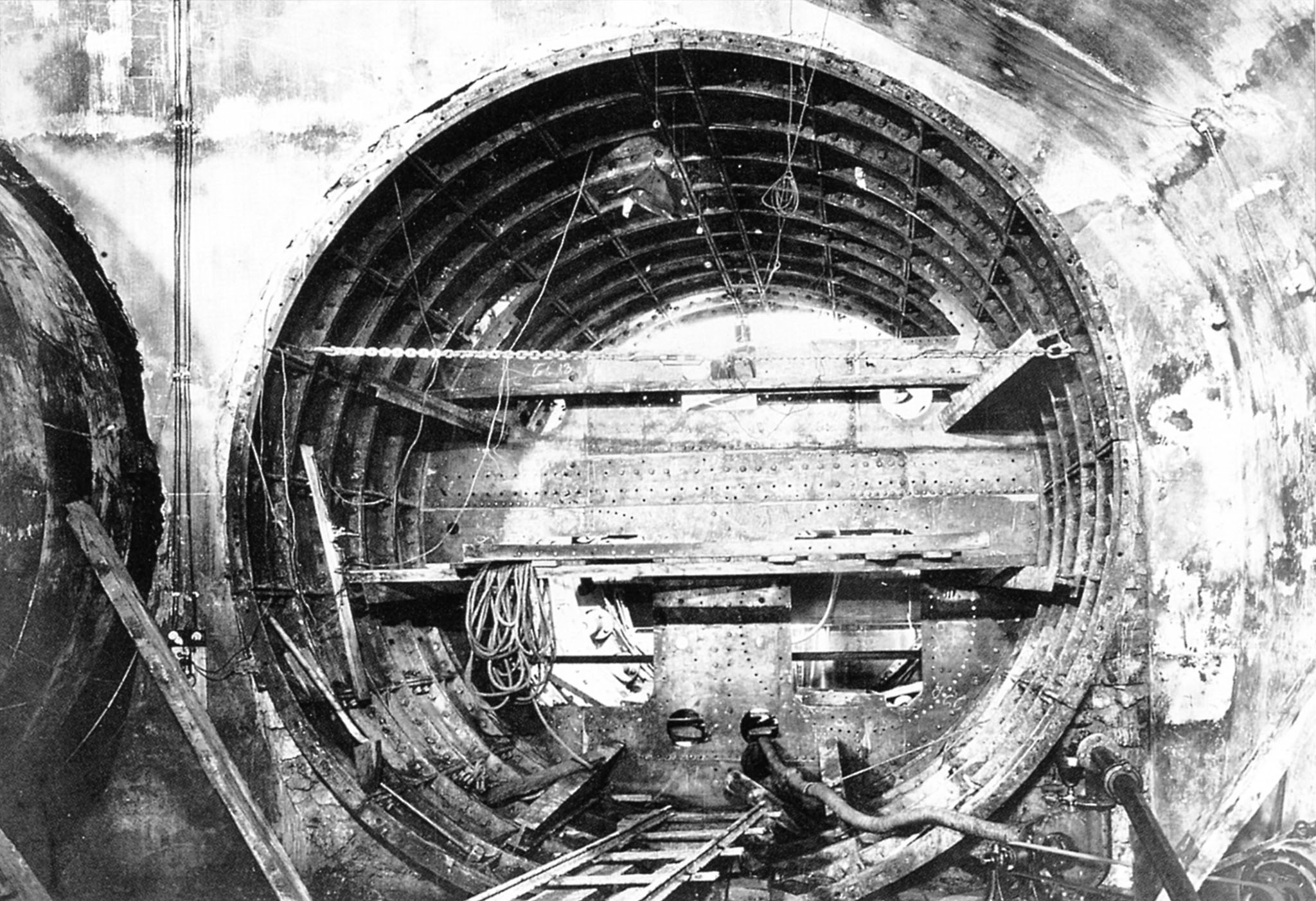
Les travaux de l'un des tubes de la traversée sous-fluviale. On distingue l'amature métallique de l'ouvrage.

La ligne A du Nord-Sud a d'abord vocation à relier la gare Montparnasse à Montmartre (place des Abbesses) par les gares d'Orsay et Saint-Lazare, itinéraire délaissé par le projet de Fulgence Bienvenüe. Une extension au sud jusqu'à Porte de Versailles est ensuite concédée, puis deux au nord, successivement jusqu'à Jules Joffrin puis Porte de la Chapelle. L'impossibilité de construire sous les immeubles en grande profondeur et le refus de la ville de Paris de dévier les réseaux souterrains donne à la ligne un tracé très tortueux, avec plusieurs coudes très serrés et des stations en courbe. Sous Montmartre, la ligne s'affranchit du tracé des rues mais doit affronter de très fortes rampes. Du fait des trop fortes déclivités en surface, la station Abbesses est située à 36 m sous la surface et est, encore aujourd'hui, la plus profonde du réseau. Le principe des tunnels circulaires à arceaux métalliques développé par Berlier n'est cependant pas inutile, puisque celui-ci l'applique à la traversée sous fluviale entre les stations Chambre des Députés et Concorde, dont le forage est ralenti par la crue de 1910.
Le 5 novembre 1910, la ligne A ouvre entre les stations Porte de Versailles et Notre-Dame de Lorette, puis rejoint Pigalle le 8 avril 1911 et Jules Joffrin le 30 octobre 1912. L'extension finale à Porte de la Chapelle est ralentie par le déclenchement de la guerre. Le succès de la ligne est immédiat : le nouveau réseau séduit les parisiens par ses rames colorées et confortables, ainsi que ses stations à la décoration luxueuse.

#### Ligne B (Saint-Lazare - Saint-Ouen/Clichy)
D'abord prévue comme une antenne de la ligne A reliant Saint-Lazare à Porte de Saint-Ouen, la ligne B est finalement construite comme une ligne indépendante. Une branche en direction de Porte de Clichy est concédée ultérieurement, la séparation se faisant à la bien-nommée station La Fourche. Cette dernière est construite sous la forme d'un saut-de-mouton ferroviaire avec des quais sur deux niveaux permettant de séparer les flux. Le tronçon Saint-Lazare - Porte de Saint-Ouen ouvre le 26 février 1911, suivi le 20 janvier 1912 de la branche de Porte de Clichy.

### Première Guerre mondiale
Quinze ans après les premiers travaux, à la veille de la Première Guerre mondiale, le réseau de métropolitain est exploité par deux compagnies, la CMP et le Nord-Sud, qui totalisent dix lignes et un réseau de 91 km de longueur. Huit sont exploitées par la CMP et deux par le Nord-Sud (l’actuelle ligne 12 et la ligne 13 au nord de la station Saint-Lazare). Il transporte cinquante-cinq millions de voyageurs dès 1901 ; ils sont 318 millions en 1910 et 467 millions en 1913.

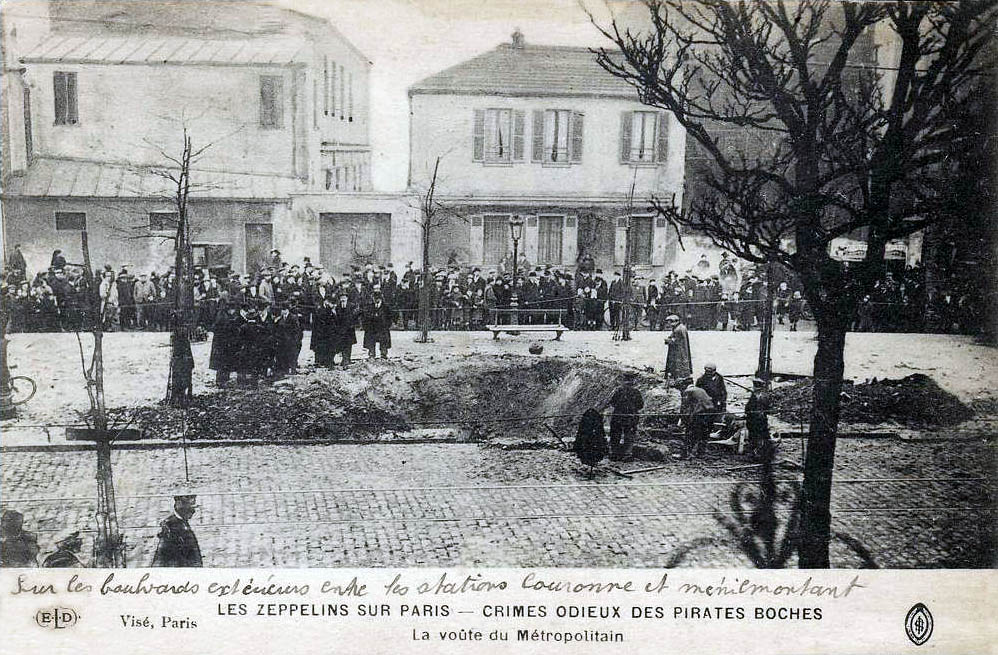
Les zeppelins sur Paris : la voûte du Métropolitain crevée par une bombe.

Durant la guerre, le trafic augmente avec la désorganisation des transports de surface. Le réseau subit de nombreuses contraintes mais reste exploité, et voit même les travaux de deux prolongements poursuivis, certes au ralenti. Ainsi la ligne 7 atteint Palais-Royal en 1916, et la ligne A du Nord-Sud son nouveau terminus nord, Porte de la Chapelle. L'exploitation est rendue difficile avec la réduction du personnel, qui est en partie remplacé par des femmes. Cette situation accélère néanmoins la modernisation du matériel roulant, avec la généralisation des poussoirs de fermeture des portes, ce qui mobilise moins d'agents par rame.
Les risques de bombardement et la pénurie d'électricité poussent les autorités à réduire les circulations et à limiter de façon drastique l'éclairage : les rames circulant sur les lignes aériennes sont très faiblement éclairées et particulièrement sinistres sur les tronçons souterrains, ce qui amène des plaintes de la part des voyageurs et du personnel.
Le métro est touché à plusieurs reprises par les bombardements allemands. Un obus crève notamment la voûte de la ligne 2 sur le boulevard de Ménilmontant ; la brèche existe toujours de nos jours et a été convertie en bouche d'aération. L'édicule Guimard de Saint-Paul est également touché lors d'un bombardement sur la rue de Rivoli.
Le 11 mars 1918, la station Bolivar est témoin d'un drame : lors d'un bombardement, la foule prise de panique cherche à s'y réfugier et s'écrase sur les portes d'accès bloquées vers l'intérieur de la station alors aménagée en abri anti-aérien : le mouvement de foule provoque la mort de soixante-six personnes, mais reste peu connu car il s'ajoute aux nombreuses autres victimes de la guerre. Ce drame n'est cependant pas resté inutile : peu à peu, toutes les portes du métropolitain sont aménagées pour s'ouvrir vers l'intérieur comme vers l'extérieur.

## Développement du réseau, fin du Nord-Sud et premières extensions en banlieue (1918-1952)
Dorénavant parvenu à maturité, le métro doit surmonter l'épreuve de la guerre et poursuivre sa densification dans Paris. En 1922, un projet est approuvé par le Conseil municipal de Paris. Il prévoit la poursuite de la réalisation du réseau complémentaire, avec trois grandes transversales, constituées par les lignes 7, 8 et 9 ainsi qu'une circulaire intérieure, la ligne 10. Deux autres lignes d'importance plus secondaire sont décidées, les lignes 11 (Châtelet - Porte des Lilas) et 12 (Porte d'Orléans - Porte d'Italie). La ligne 10 est plusieurs fois remaniée, et la ligne 12 du projet est finalement abandonnée. La destruction des fortifications permet par ailleurs d'envisager des extensions vers la banlieue dont la croissance démographique est fulgurante. Durant les années 1930, le réseau connaît une progression continuelle, avec des chantiers dans plusieurs quartiers de la capitale. Par ailleurs, la CMP absorbe en 1930 le Nord-Sud, son concurrent.
Parmi les innovations de cette époque, les plans indicateurs lumineux d'itinéraires font leur apparition dans les stations, et apportent une aide efficace à l'orientation des voyageurs.

### Conséquences de la guerre
Les deux compagnies sortent affaiblies de la guerre : le réseau a subi des dégâts matériels et de nombreux employés sont décédés ou invalides. Les compagnies se font alors un devoir d'employer les veuves de leurs employés morts au combat.
En 1919, le contexte social est particulièrement difficile. Une grève dure éclate, portant sur une hausse des salaires et une réduction du temps de travail, qui sont finalement acceptées par les compagnies. Mais ces avancées sociales accroissent encore la fragilité de leur situation financière, car la hausse des tarifs acceptée par les pouvoirs publics ne compense pas le coût des évolutions sociales et de l'exploitation. En 1921, une nouvelle convention lie les deux compagnies à la Ville de Paris, cette dernière assumant dorénavant la responsabilité financière dans le cadre d'une régie intéressée à la place des compagnies qui perdent leur autonomie financière.

### Achèvement des chantiers d'avant-guerre

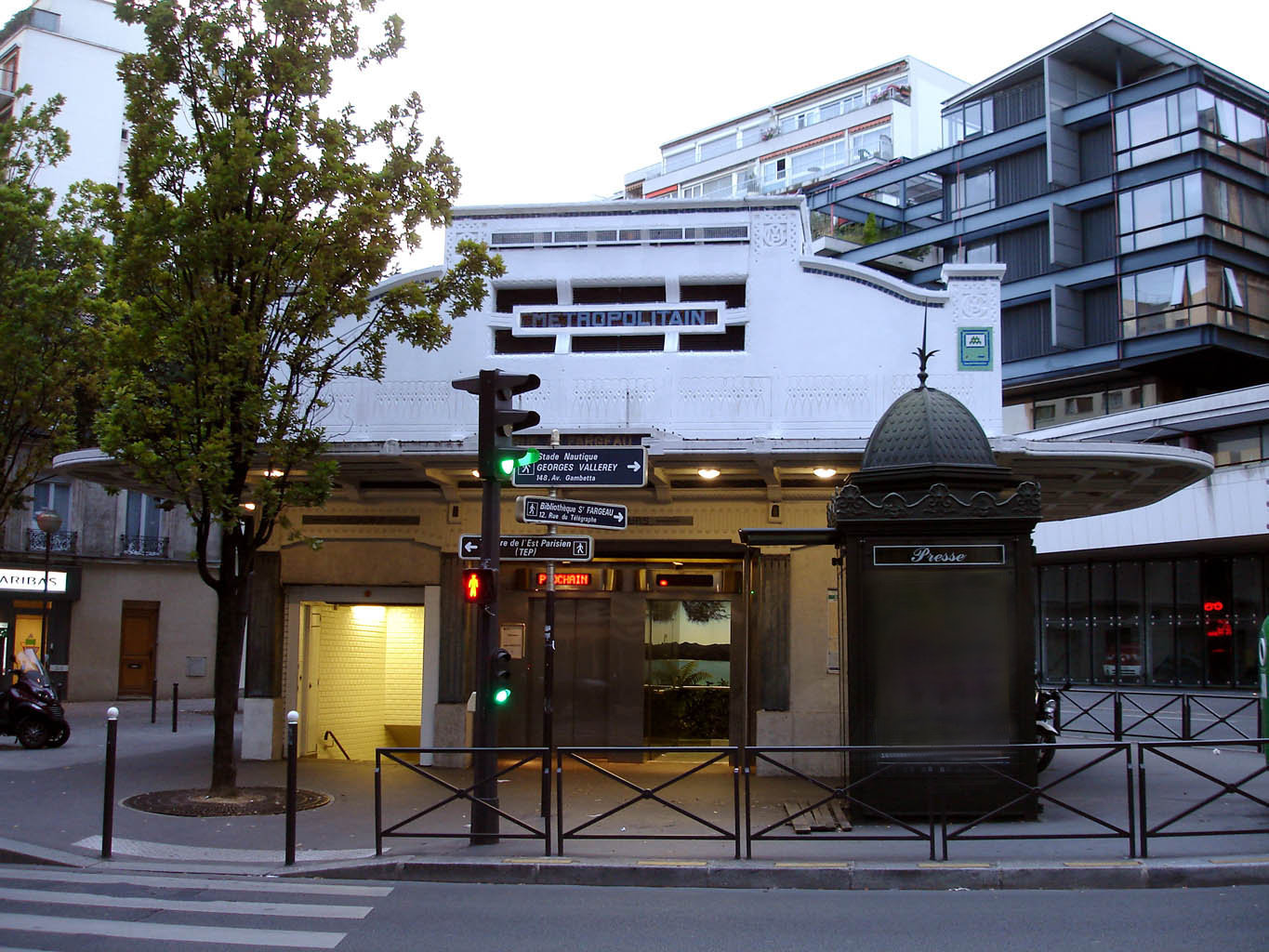
L'édicule de la nouvelle station Saint-Fargeau, sur l'extension de la ligne 3. Sa décoration soignée marque la volonté de la CMP d'améliorer l'image du métro.

En 1921, l'ouverture de l'extension de la ligne 3 à Porte des Lilas marque un nouveau départ pour le métro, avec l'achèvement d'un premier tronçon commencé avant la guerre. Elle s'accompagne par ailleurs par la création d'une navette reliant Porte de Lilas à la station Pré-Saint-Gervais de la ligne 7. Les autres lignes, notamment les lignes 9 et le premier tronçon de la 10, qui étaient presque achevées en 1914, ouvriront dans les années qui suivront en fonction des capacités financières de la CMP disponibles pour les mettre en exploitation.

#### Ligne 9 (Saint-Cloud - Chaussée d'Antin): la desserte de l'ouest parisien
Initialement prévue comme une branche de la ligne 2 Sud entre Trocadéro et Porte de Saint-Cloud, la ligne 9 prend de l'ampleur lorsqu'elle est combinée au projet de ligne Trocadéro - Chaussée d'Antin pour former un axe plus cohérent reliant le 16e arrondissement au quartier des grands boulevards. Les travaux, à l'exception de ceux du terminus de Porte de Saint-Cloud, sont presque achevés en 1914. Mais la guerre repousse son ouverture, si bien que le premier tronçon Exelmans - Trocadéro n'ouvre qu'en 1922. L'année suivante, la ligne gagne au sud Porte de Saint-Cloud et au nord Saint-Augustin puis Chaussée d'Antin. Ses stations à la décoration soignée font bonne impression et la ligne gagne vite la faveur du public. Son extension vers les Grands Boulevards est déjà envisagé, et un premier tronçon est ouvert en 1928 jusqu'à Richelieu-Drouot où elle rejoint la ligne 8.

#### Ligne 10 (Invalides - Bastille - Invalides): la circulaire inachevée
Dans le projet de réseau complémentaire, l'exploitation en troncs communs fait son grand retour avec le projet d'une ligne circulaire intérieure, la ligne 10, reliant Invalides à Invalides par Bastille. En effet, il est prévu qu'elle partage les voies de la ligne 8 entre Invalides et Bastille, ainsi que celles d'une nouvelle ligne Invalides - Porte de Choisy entre Invalides et une nouvelle station qui aurait été située rue des Écoles. Afin d'accueillir toutes ces missions, un important complexe de raccordements est aménagé à Invalides, avec une boucle terminale et deux quais encadrant ceux de la ligne 8 pour les missions circulaires. En attendant l'achèvement de la ligne, un premier tronçon est inauguré en 1923 entre Invalides et Croix-Rouge, mais connaît une fréquentation extrêmement faible. La ligne est prolongée en 1925 jusqu'à Mabillon, puis Odéon en 1926. L'exploitation en ligne circulaire est finalement abandonnée, ce qui rend l'avenir de la ligne incertain.

### Fin du Nord-Sud

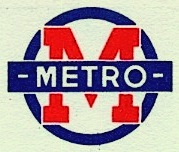
Logo du Métro Parisien vers 1930.

Le Nord-Sud, qui n'avait jamais su équilibrer ses comptes, sort de la guerre financièrement très affaibli. Craignant d'être absorbée par la ville de Paris dont elles dépend dorénavant financièrement, le Nord-Sud décide alors de s'allier avec son concurrent, la CMP.
Le 1er janvier 1930, la CMP absorbe le Nord-Sud et redevient l'unique exploitant du réseau. Les lignes A et B du Nord-Sud sont intégrées au réseau de la CMP sous les indicatifs 12 et 13. L'exploitation et l'infrastructure sont uniformisées, avec en particulier la suppression de la caténaire caractéristique des lignes Nord-Sud et la construction d'un raccordement à Montparnasse entre les lignes 4 et 12.

### Densification du réseau intra-muros par de nouvelles lignes

#### Ligne 11 (Châtelet - Les Lilas): liaison du centre de Paris aux hauteurs de Belleville

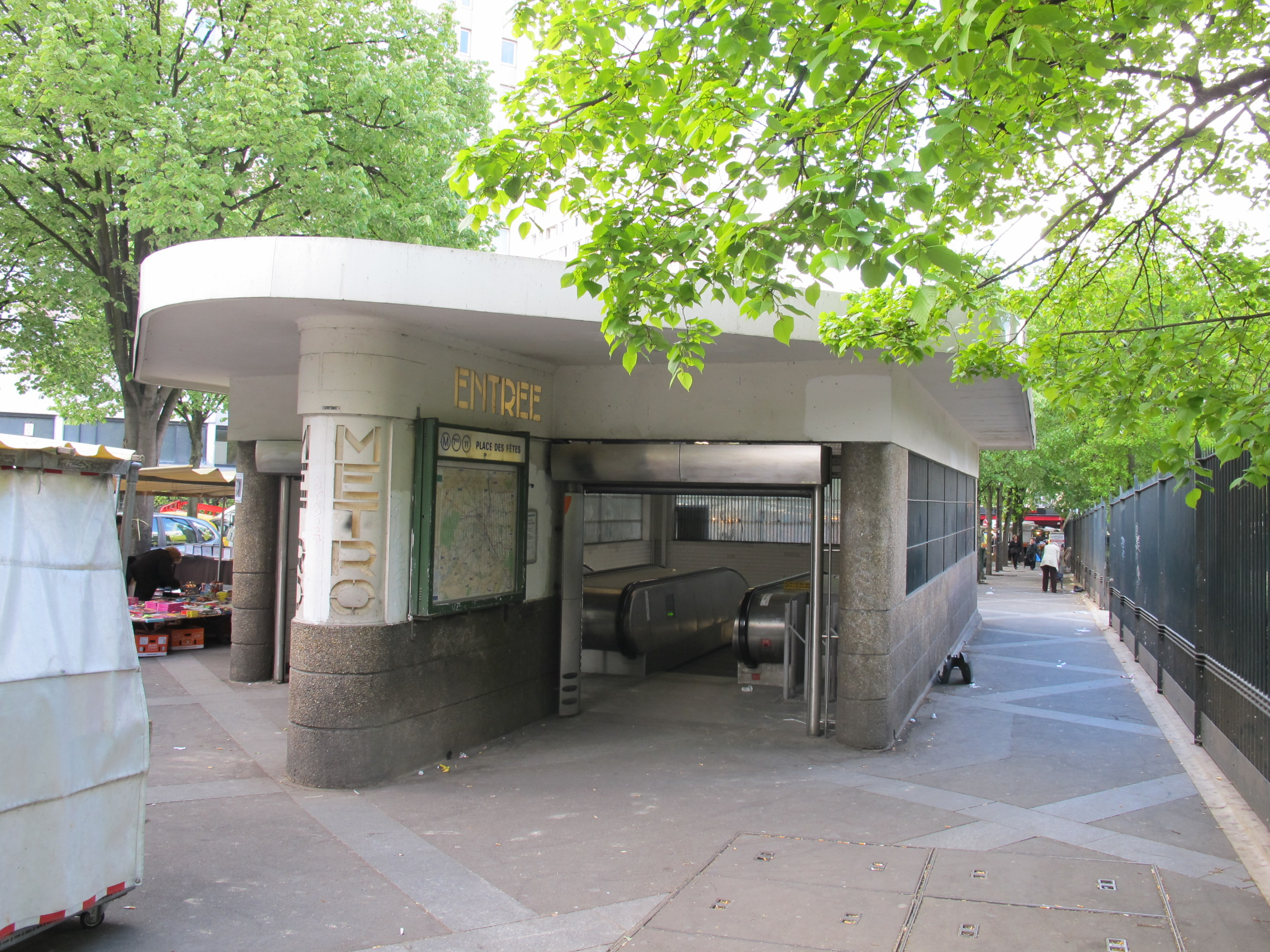
La nouvelle ligne 11 s'adapte à son temps : l'entrée de style Art déco de la station Place des Fêtes.

En 1935, la ligne 11 est ouverte ; elle relie le centre de Paris au quartier de Belleville, après la suppression de l'original tramway funiculaire, similaire au cable car de San Francisco, qui en assurait auparavant la desserte de 1891 à 1924. Ligne considérée à l'époque comme à la pointe de la modernité, elle possède des stations très profondes du fait de la forte déclivité du tracé qui oblige à construire les stations sur des paliers. Sa création s'accompagne de la fusion des stations Châtelet (lignes 1 et 4) et Pont au Change (ligne 7) en une seule station Châtelet formant le noyau du réseau parisien.

#### Ligne 14 (Vanves - Bienvenüe): l'achèvement du Nord-Sud
En 1932, la ligne 14 est décidée, reprenant le tracé de la ligne C du Nord-Sud non réalisé par la compagnie. Elle est inaugurée en janvier 1937 entre Porte de Vanves et Bienvenüe (anciennement Maine, renommée en l'hommage du père du métro décédé l'année précédente) où elle est en correspondance avec la ligne 5. Cette courte ligne d'un intérêt encore limité est raccordée quelques mois plus tard au tronçon Duroc - Invalides de la ligne 10, lors d'un profond remaniement de la ligne. Elle relie dès lors Porte de Vanves à Invalides.

### Création des transversales
Avec la croissance démographique des quartiers périphériques, la ville de Paris renonce au principe initial des lignes « de quartier à quartier », au profit de lignes transversales traversant Paris de porte à porte. Ce choix conduira, dans les années 1930, au remaniement des projets initiaux des lignes 7, 8, 9 et 10. Afin de s'adapter à l'augmentation du trafic, la CMP décide par ailleurs de porter à 105 m la longueur des quais des stations des lignes 1, 3, 4, 7, 8 et 9, afin d'accueillir des trains de sept voitures au lieu de cinq. Si toutes les nouvelles stations des lignes concernées seront construites à ces dimensions, l'allongement des stations existantes ne sera jamais réalisé à quelques exceptions près.

#### Extension de la ligne 7 et remaniement de la ligne 10

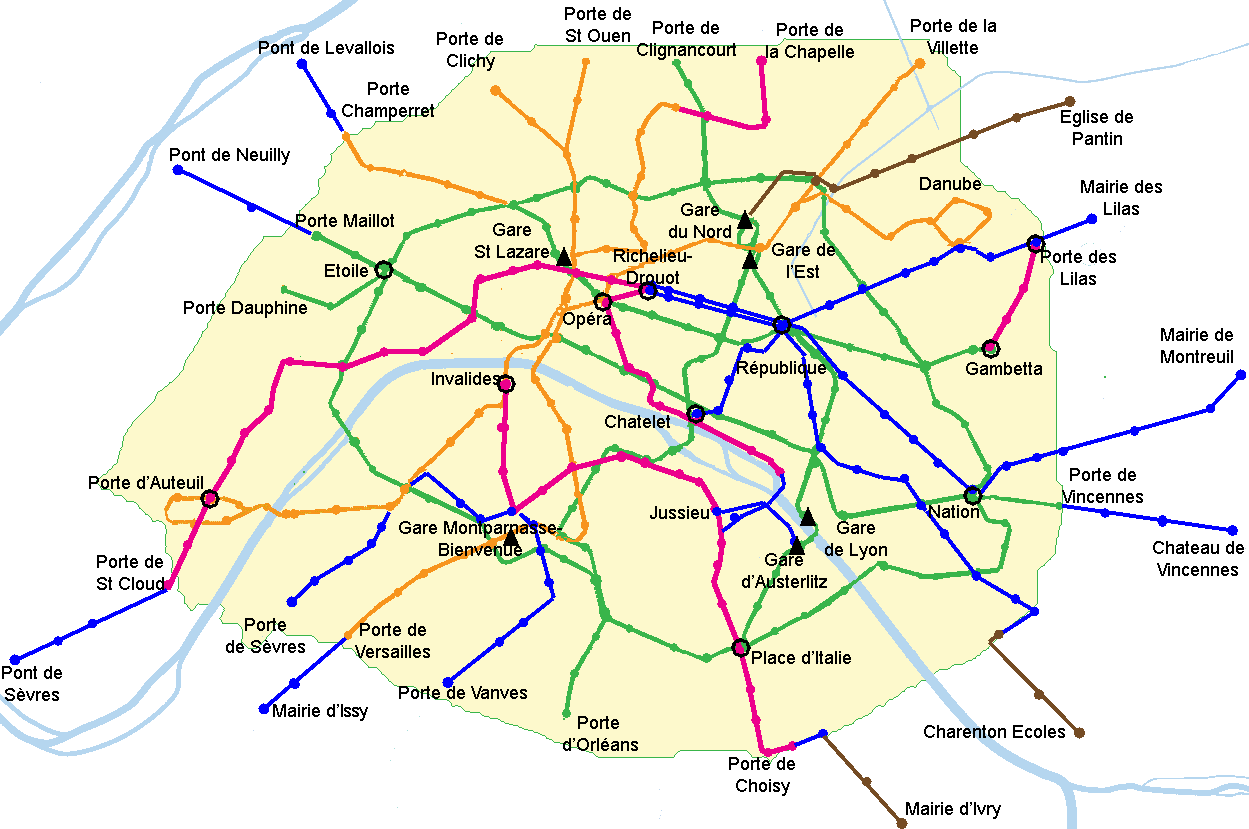
Le métro se développe durant les années 1930 (tronçons en bleu sur le schéma), en particulier hors de Paris. Les lignes 5, 7 et 8 sont également prolongées durant la Seconde Guerre mondiale (tronçons en marron).

Dans le projet initial, la ligne 7 devait traverser la Seine au niveau du Louvre et gagner la place d'Italie par la gare du Luxembourg. Mais la complexité des travaux sous les immeubles du 6e arrondissement et l'opposition toujours aussi farouche des académiciens au métro sous l'institut de France conduisent à préférer un tracé le long de la Seine sur la rive droite. En 1926, la ligne atteint Pont Marie. Au-delà, on envisage de rejoindre Bastille, mais décision est finalement prise de former une grande transversale nord-sud intégrant la future ligne de la porte de Choisy dont le raccordement avec la ligne 10 avait été annulé. Une première étape ouvre en 1930, avec l'ouverture de la station Sully - Morland. Ensuite, la complexe traversée de la Seine repousse l'ouverture du tronçon Sully - Place Monge. En revanche, le tronçon Place Monge - Porte de Choisy, qui ne pose pas de problèmes particuliers, est prêt à être exploité. Dans cette optique, la ligne 10 est prolongée en 1930 d'Odéon à Place d'Italie, puis Porte de Choisy, exploitant pendant un an ce tronçon de la ligne 7 grâce à un raccordement à double voie entre Maubert - Mutualité et Place Monge.
L'achèvement de la traversée sous-fluviale de la ligne 7 en 1931 permet une première réorganisation de la ligne 10. Le tronçon Place Monge - Porte de Choisy est rétrocédé de la ligne 10 à la ligne 7, tandis que la ligne 10 est redirigée depuis Maubert - Mutualité vers la nouvelle station Jussieu où elle est en correspondance avec la ligne 7. Au-delà, il est toujours envisagé que la ligne 10 rejoigne Bastille, mais c'est finalement une extension jusqu'à Gare d'Austerlitz qui est réalisée et ouvre en 1939.

#### Extension des lignes 8 et 9: le métro sous les grands boulevards

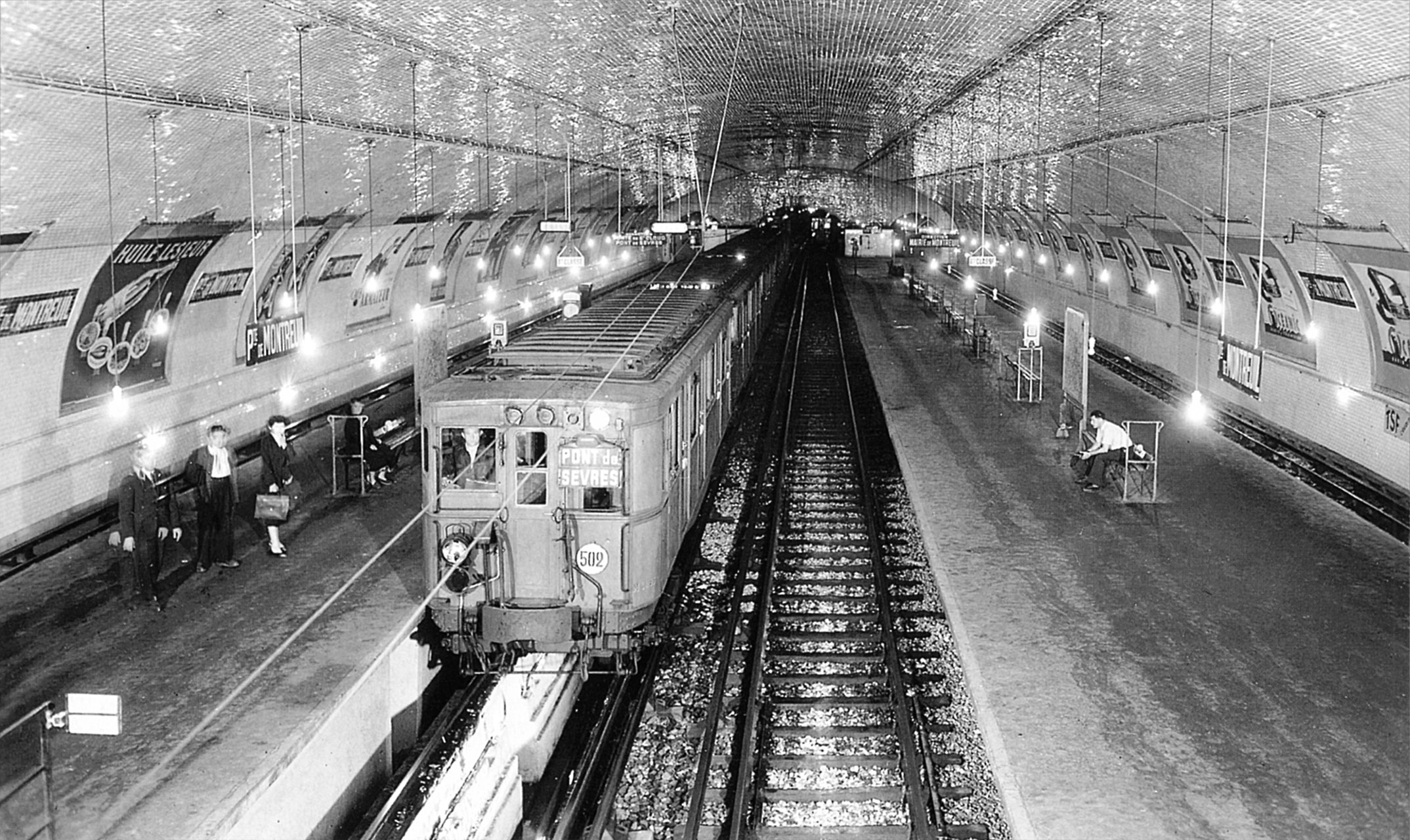
La station Porte de Montreuil de la ligne 9, ouverte le 10 décembre 1933 avec des quais de 105 m et quatre voies, du fait de son rôle de terminus.

Les lignes 8 et 9 sont prolongées vers l'est parisien avec un ouvrage commun sous les Grands Boulevards. Le tronc commun d'abord évoqué est écarté au profit d'un ouvrage dans lequel les deux lignes sont superposées. Cette réalisation dans un terrain instable, un ancien bras de la Seine, provoque une importante opposition et fait parler certains journalistes de la « folie du métro », dénonçant ces extensions continuelles qui doublent inutilement selon eux les lignes d'autobus. Pour mieux soutenir l'ouvrage, les stations sont dotées d'un piédroit central. En 1931, la ligne 8 est prolongée jusqu'à la porte de Charenton, pour desservir l'exposition coloniale, desservant dix-sept nouvelles stations de 105 m de long. En 1933, la ligne 9 atteint à son tour la porte de Montreuil.

#### Remaniement de 1937

Schéma des remaniements de tracé effectués en 1937.

Ayant perdu son objectif initial de former une ligne circulaire, la ligne 10 connaissait une fréquentation très faible et ne répondait pas à un besoin défini, restant cantonnée à la rive gauche. Le conseil municipal examine en 1931 les différents moyens d'améliorer le réseau, et décide de procéder à un important remaniement impliquant trois lignes. Décision est prise de réaliser la branche de la ligne 8 vers la porte de Sèvres, qui deviendra son seul terminus, le tronçon La Motte-Picquet Grenelle - Porte d'Auteuil étant raccordé à la ligne 10 grâce à un nouveau tronçon entre La Motte-Picquet Grenelle et Duroc desservant la nouvelle station Ségur. La ligne 10 est donc déviée à partir de Duroc pour former un axe est-ouest plus cohérent. Le tronçon Duroc  - Invalides, quant à lui, est raccordé à la ligne 14 qui est prolongée depuis Bienvenüe et relie Porte de Vanves à Invalides. Le basculement s'effectue en juillet 1937 en une seule nuit grâce à des voies et des galeries provisoires, seule la ligne 10 étant scindée en deux tronçons pendant deux jours.
À la station Duroc, le coude de la ligne 10 est déferré et les trains s'arrêtent dans une nouvelle station située sous la rue de Sèvres. L'ancienne station Duroc, elle, reçoit les trains de la ligne 14. À La Motte-Picquet Grenelle, le remaniement est encore plus complexe. Le quai central qui accueillait la ligne 8 dans les deux directions ne reçoit plus que les trains en direction du nord, l'autre voie accueillant les trains de la ligne 10 en direction de l'est. Dans l'autre sens, ce n'est finalement pas un seul quai qui est construit, mais deux superposés : le niveau supérieur accueille les trains de la ligne 10 vers Auteuil tandis que le niveau inférieur accueille les trains de la ligne 8 vers le nouveau terminus, Balard. Par ailleurs, la voie de la ligne 8 vers le nord a été abaissée au sud du quai central pour que le nouveau tunnel, situé sous la ligne 10, rejoigne la voie existante. Encore aujourd'hui, la hauteur inhabituelle de la voûte à cet endroit trahit le tracé initial.

### À la conquête de la banlieue

#### Extension du métro hors des limites de Paris
L'extension continue de la proche banlieue au cours des années 1920 amènent la Ville de Paris et le département de la Seine à définir une nouvelle convention en 1929. Celle-ci prévoit plusieurs prolongements en banlieue. Le métropolitain connaît une rupture profonde, le réseau alors exclusivement municipal devenant départemental et plus adapté à l'évolution démographique de la région parisienne en pleine croissance. Dès cette époque, la population de Paris intra-muros stagne, tandis que celle de la périphérie est en accroissement rapide. Les prolongements définis par la convention de 1929 sont les suivants :
- Ligne 1 de la porte Maillot au pont de Neuilly et de la porte de Vincennes au château de Vincennes ;
- Ligne 3 de la porte de Champerret au pont de Levallois ;
- Ligne 4 de la porte d'Orléans à Arcueil (carrefour de la Vache Noire) ;
- Ligne 5 de la gare du Nord à l'église de Pantin ;
- Ligne 7 de la porte de la Villette au cimetière de Pantin et de la porte d'Ivry à la mairie d'Ivry ;
- Ligne 8 de la porte de Charenton à Charenton-le-Pont (station Charenton - Écoles) ;
- Ligne 9 de la porte de Saint-Cloud au pont de Sèvres et de la porte de Montreuil à la mairie de Montreuil ;
- Ligne 10 de la porte d'Auteuil au pont de Saint-Cloud ;
- Ligne 11 de la porte des Lilas au fort de Rosny ;
- Ligne A (devenue ligne 12) de la porte de Versailles à la mairie d'Issy et de la porte de la Chapelle à l'église de Saint-Denis ;
- Ligne B (devenue ligne 13) de la porte de Clichy au pont de Clichy et de la porte de Saint-Ouen à Saint-Ouen (rue du Landy).

Dès 1931, trois premiers prolongements sont mis en chantier : la ligne 1 à Château de Vincennes, la 9 à Pont de Sèvres et la ligne A (devenue la ligne 12) à Mairie d'Issy. Le 3 février 1934, le métro dessert pour la première fois la banlieue, à Boulogne-Billancourt. Six semaines plus tard, les lignes 1 et 12 sont à leur tour prolongées. Quatre nouveaux prolongements sont décidés à la suite : la 1 à Pont de Neuilly, la 3 à Pont de Levallois, la 9 à Mairie de Montreuil et la 11 au fort de Rosny. Cette dernière extension est finalement limitée à Mairie des Lilas, la suite des travaux étant interrompue par la guerre. En 1937, une nouvelle vague de prolongements est décidée. La ligne 5 doit être étendue de Gare du Nord à Église de Pantin, la 7 de Porte d'Ivry à Mairie d'Ivry et la 8 de Porte de Charenton à Charenton - Écoles. En 1938, la ligne de Sceaux, profondément modernisée et cédée par la toute nouvelle SNCF, intègre le réseau de la CMP sous l'indice « S » et augure du futur réseau express régional. En 1939, le métropolitain compte 159 kilomètres de voies en exploitation, dont 10 aériennes et 13 en banlieue, et 332 stations. Mais la Seconde Guerre mondiale éclate et interrompt pour longtemps l'extension du réseau. Certaines extensions seront inaugurées plusieurs décennies plus tard ou seront remaniées, voire totalement abandonnées.

### Seconde Guerre mondiale

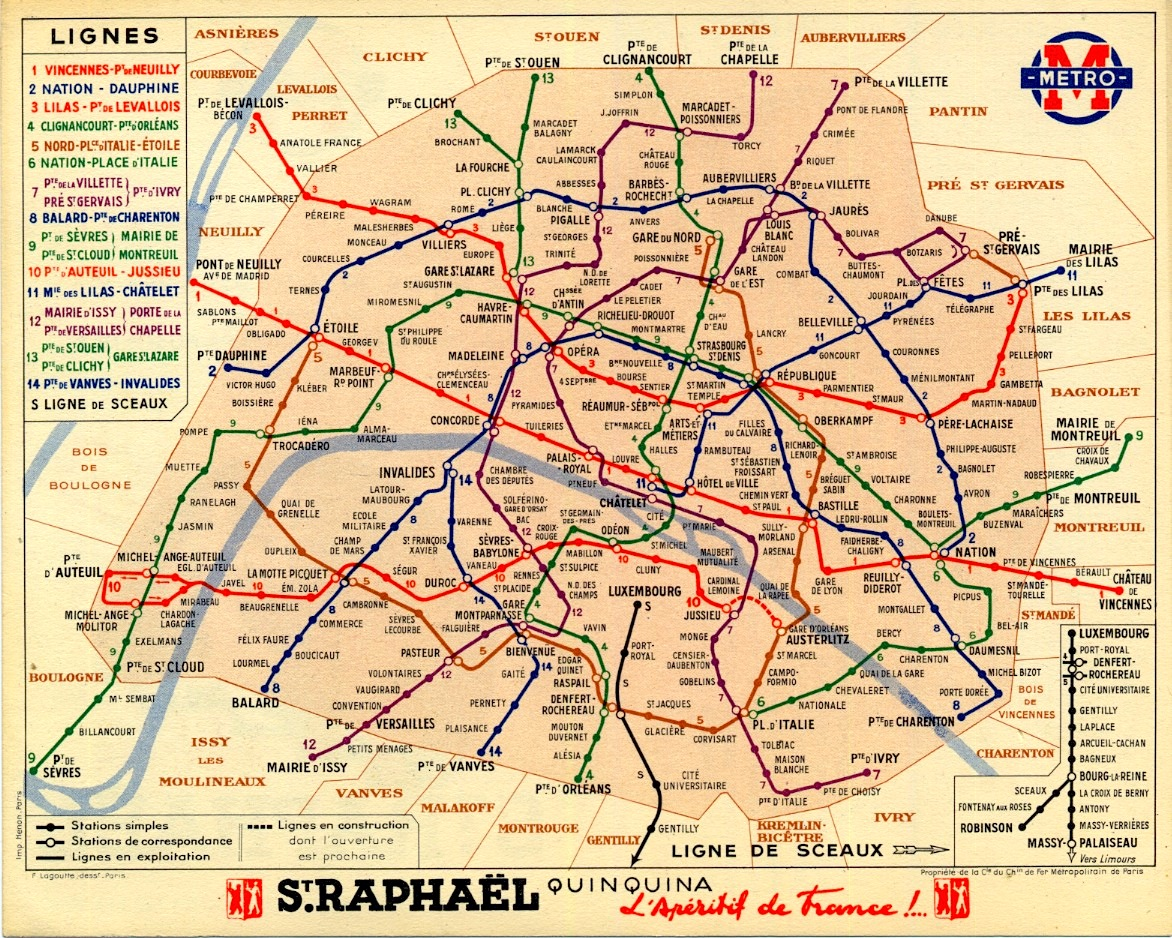
État du réseau en 1939.

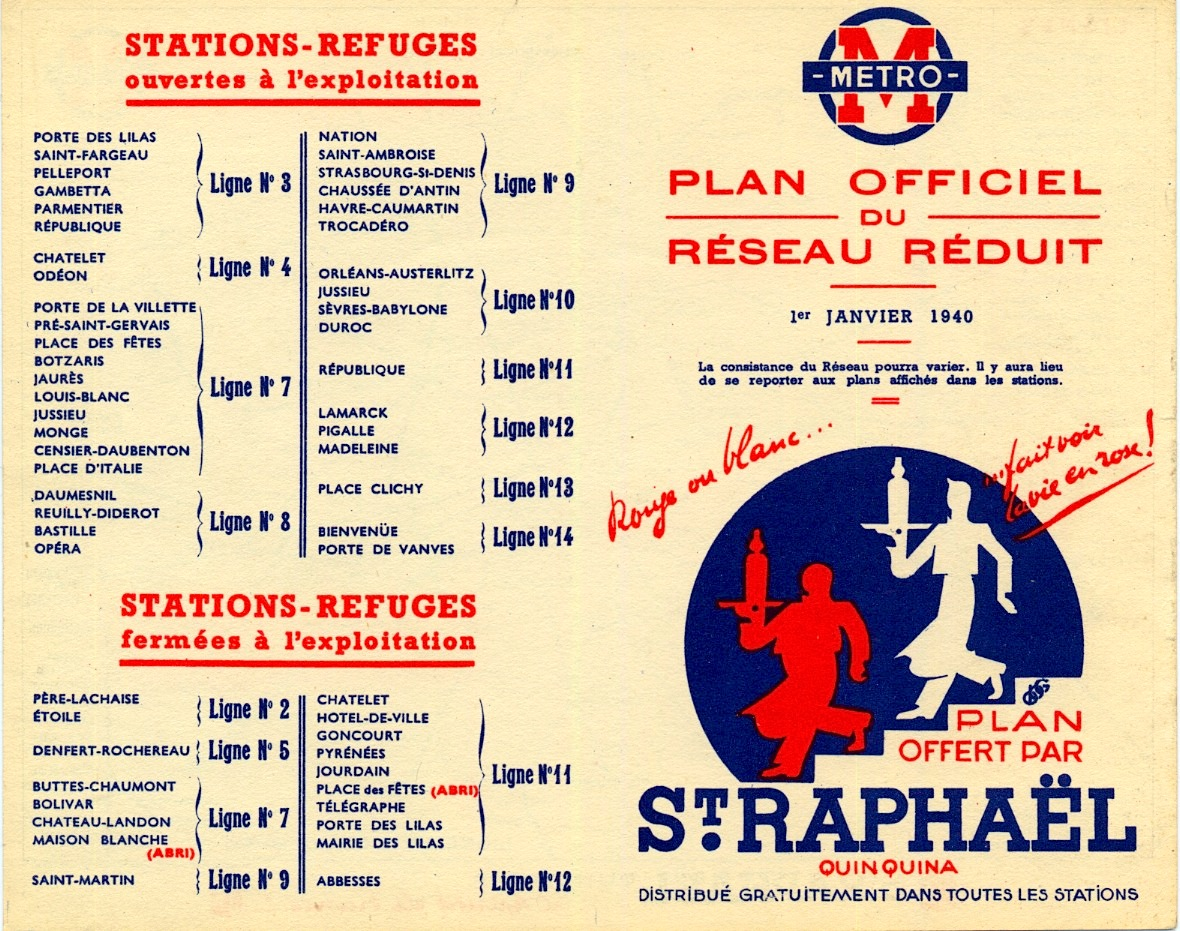
Liste au 1er janvier 1940 des stations-refuges ouvertes et des stations-refuges fermées avec, pour ces dernières, mention de celles servant d'abri.

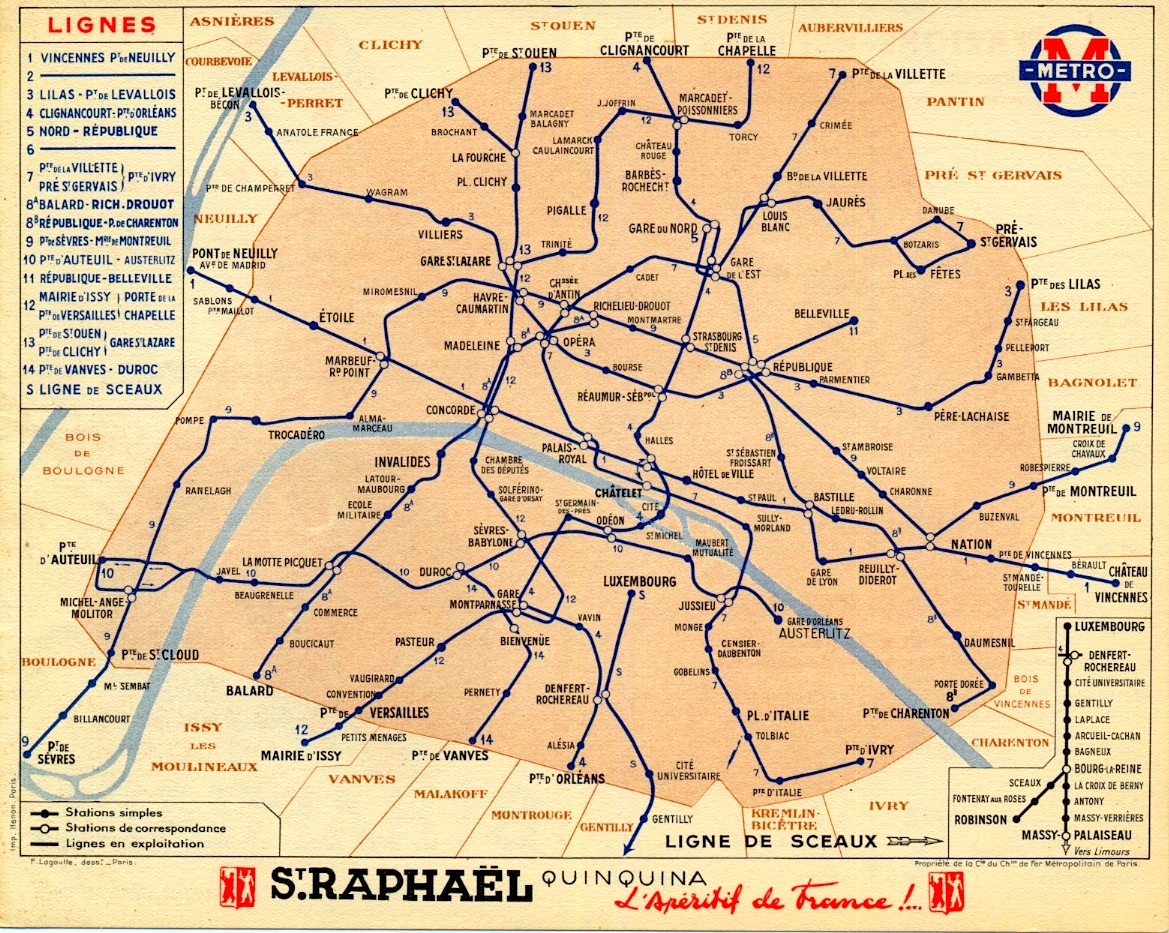
État du réseau au 1er janvier 1940.

La mobilisation générale en septembre 1939 pousse le gouvernement à appliquer un plan draconien de limitation du réseau. Les lignes 2 et 6 ainsi que certains tronçons des lignes 5, 8, 11 et 14 sont fermés au public. La navette reliant les lignes 3 et 7 disparaît également. De nombreuses stations d'importance secondaire sont également fermées, seules 85 stations demeurant ouvertes à l'exploitation. La plupart rouvrent dans les semaines qui suivent, la drôle de guerre autorisant le retour partiel du personnel, mais d'autres demeurent fermées durant plusieurs décennies voire ne rouvrent pas.
Avec l'exode des Parisiens en 1940, le métropolitain connaît sa plus faible fréquentation historique avec 300 000 voyageurs par jour. Mais le retour progressif de la population lui fait retrouver son niveau habituel de fréquentation, puis dépasser le milliard de voyageurs en 1941, le réseau devenant la seule offre de transports avec la bicyclette, à défaut de transports de surface du fait de la pénurie d'essence et de la suppression du tramway en 1937. En 1943, le réseau transporte 1,32 milliard de voyageurs.
Les autorités d'occupation imposent leurs conseillers à la direction du métropolitain et les agents sont mobilisés pour y assurer le maintien de l’ordre ; certains, au contraire, rejoignent la Résistance. Les militaires allemands ont accès gratuitement au réseau et les civils de même nationalité de certains avantages, comme la première classe. Le métro devient ainsi l'un des lieux de cohabitation les plus marqués entre Français et Allemands, ce qui peut occasionner des conflits. Entre 1941 et 1944, 325 incidents sont recensés dans le métro (rixes, coups de feu, rafles, resquilles, etc.), souvent près des lieux où l'Occupant est installé. Les longs couloirs et les quais sont des endroits privilégiés pour des actes de résistance individuels (lacérer des affiches de Vichy, découper des V de la victoire dans des tickets de métro et les jeter sur les quais, déposer des journaux clandestins, etc.). Des actions plus violentes ont aussi lieu (bombes, pannes) ; le 21 août 1941, le colonel Fabien assassine un militaire allemand à la station Barbès - Rochechouart.

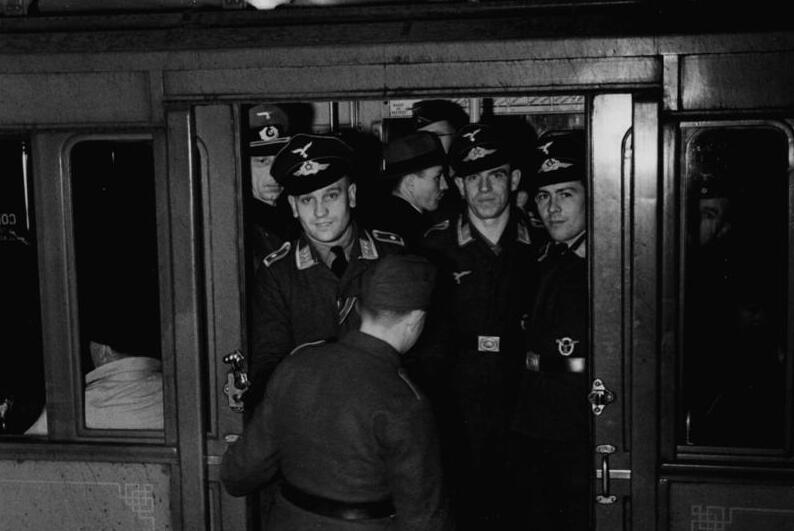
Officiers allemands dans le métro.

La guerre n'empêche pas l'ouverture de deux extensions en banlieue qui étaient presque achevées au début du conflit : la ligne 5 atteint Église de Pantin et la ligne 8 Charenton - Écoles. À l'occasion de l'extension de la ligne 5, l'ancien terminus en boucle de Gare du Nord est abandonné au profit d'une nouvelle station classique, tandis qu'au sud, la ligne est limitée à Place d'Italie. Après plus de trente ans d'attente, la ligne 6 récupère enfin le tronçon Italie - Étoile et forme dès lors une grande rocade dans le sud de Paris. Par ailleurs, dans l'objectif de relancer l'économie par le travail, le gouvernement de Vichy décide de mettre en chantier une extension de la ligne 13 de la porte de Saint-Ouen au carrefour Pleyel, à Saint-Denis, alors que le projet initial envisageait un terminus à Saint-Ouen.
Mais l'énergie est rationnée et le trafic limité, ce qui occasionne un taux de surcharge record des rames en circulation. En juin 1941, une importante évolution administrative est imposée par le gouvernement de Vichy, mais passe totalement inaperçue sur le terrain : la CMP se voit confier par une loi le réseau de surface précédemment exploité par la STCRP, fusion de fait qui prélude la gestion par une société unique des transports parisiens. En 1943 et 1944, le réseau connaît les plus violents bombardements de son histoire, dans un contexte difficile de pénurie d'électricité et de personnel. Tandis que certaines stations sont victimes de sérieux dommages à cause des bombardements alliés, d'autres, les plus profondes, servent d' abris anti-aériens aux Parisiens. Les ateliers de Vaugirard sont visés, de nombreuses voitures sont détruites ou inutilisables.
Au printemps 1942, avec l'obligation faite aux Juifs de porter l'étoile jaune, leur accès est restreint à la dernière voiture de chaque rame. Au printemps 1944, alors que les restrictions d'électricité font cesser l'exploitation dominicale, 16 stations sont fermées par mesure d'économie. Du fait de leur proximité avec les usines Renault, des stations sont touchées par les raids alliés (Billancourt, Marcel Sembat, Pont de Sèvres). Les bombardements alliés du 20 au 21 avril 1944 visant le dépôt de La Chapelle provoque l'effondrement de la voûte de la station Simplon et la destruction des ateliers de Saint-Ouen. En mai, les Allemands stoppent la ligne 11, l'une des plus profondes du réseau, afin de la transformer en usine d'armement souterraine. Avec le déclenchement de l'insurrection parisienne le 12 août, la grève générale stoppe le réseau. Il est en effet utilisé par des résistants comme cachette, dépôt d'armes ou encore comme central téléphonique.
Après la Libération de Paris, le trafic reprend progressivement à partir du 11 septembre 1944. Le 6 octobre, une commission d'épuration est mise en place, qui traite 400 dossiers. Plusieurs stations changent de nom en référence aux Alliés ou à la Résistance : la station Combat devient Colonel Fabien, Petits Ménages devient Corentin Celton, Aubervilliers - Boulevard de la Villette devient Stalingrad et Marbeuf - Rond-Point des Champs-Élysées devient Franklin D. Roosevelt. Des plaques et des monuments commémoratifs sont aussi installés dans plusieurs stations.

### Dissolution de la CMP et achèvement des extensions
À la Libération, le métro nécessite d'importants investissements, mais les priorités nationales sont ailleurs, en particulier à la reconstruction des villes détruites par les bombardements. Le 1er janvier 1945, la CMP est dépossédée de sa concession, ses dirigeants étant considérés comme ayant été trop conciliants avec l'occupant et suspendus par le nouveau ministre des Transports et Travaux publics, René Mayer. Celui-ci met en place une administration provisoire qui tente d'exploiter au mieux le réseau, malgré les restrictions et un contexte social difficile. Pourtant, avec la paralysie du réseau de surface faute d'essence et d'autobus, le métro enregistre son plus haut niveau historique de fréquentation en 1946 avec 1,6 milliard de voyageurs. En 1946, un nouveau prolongement construit durant la guerre est ouvert, celui de la ligne 7 jusqu'à Mairie d'Ivry, amorçant la relance du réseau. Par la suite, seul le prolongement vers Carrefour Pleyel, au nord de la ligne 13 et commencé durant la guerre, est achevé en 1950 et mis en service en 1952.

### Création de la RATP

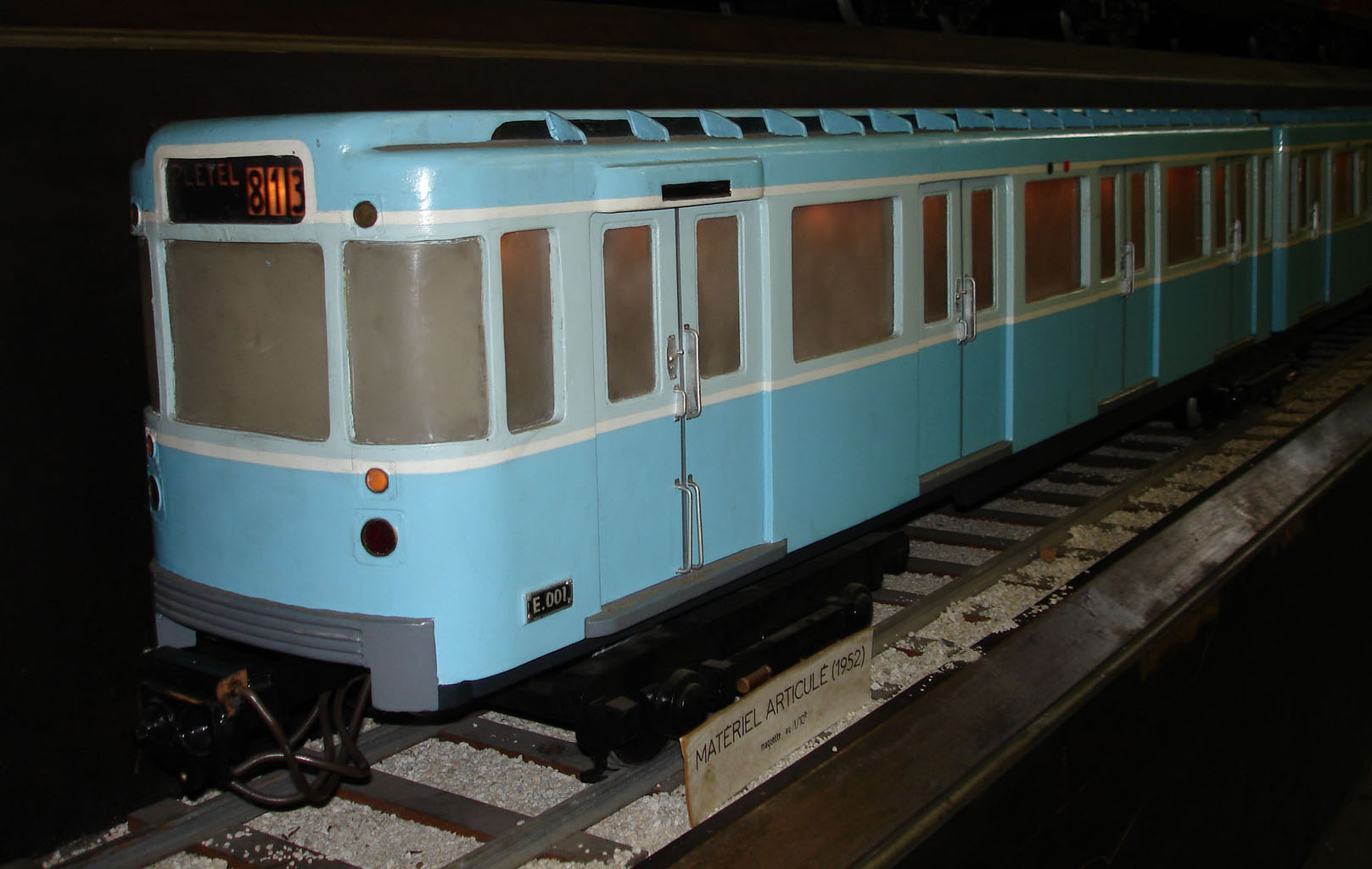
Maquette du Matériel articulé, ou MA 51, au musée des transports urbains.

La loi du 21 mars 1948 crée l'office régional des transports parisiens, autorité de tutelle du réseau, et la régie autonome des transports parisiens (RATP), établissement public à caractère industriel et commercial, qui se voit chargée de l'exploitation des réseaux du métro et de surface. Malgré des moyens financiers très restreints, elle met immédiatement en œuvre une modernisation urgente de son réseau, dont l'attractivité est en chute. En 1951, la RATP présente à l'État son plan décennal. Le principal effort est porté sur le matériel roulant vieillissant ; en effet, 20 % des motrices datent encore, à cette époque, de la période précédant la Première Guerre mondiale. Ce plan propose également des extensions de lignes en banlieue, mais plus aucun prolongement du métro n'est de fait mis en chantier faute de budget et surtout de volonté politique.
L'arrivée du nouveau matériel articulé sur l'extension de la ligne 13 à Carrefour Pleyel marque une rupture avec l'ancien matériel Sprague-Thomson. Il possède un aspect moderne, avec des sièges en cuir et un éclairage fluorescent, ce qui lui apporte un succès certain auprès du public. Cette évolution, pourtant limitée, permet de changer l'image du métro auprès des Parisiens et d'amorcer le retour de son attractivité.

## Modernisation et pause des «décennies-voiture» (1952-1970)
Dans le contexte d'après-guerre, les ressources financières sont limitées et la toute jeune RATP doit renoncer à l'extension de son réseau. Elle utilise ses maigres recettes pour entreprendre la rénovation du métro qui apparaît alors comme un moyen de transport vétuste et dépassé, au moment même où l'automobile se démocratise.

### Rénovation des stations et innovations techniques
Pour la première fois depuis l'ouverture du réseau, la modernisation des stations est entreprise, avec la pose d'éclairages fluorescents, plus puissants, et l'amélioration des accès. La rénovation en profondeur est néanmoins impossible à mettre en œuvre, faute de crédits. La RATP choisit alors l'option du carrossage métallique, qui permet de moderniser l'apparence des stations sans nécessiter des investissements trop importants. La première station équipée d'un carrossage publicitaire est Franklin D. Roosevelt en 1957, dont l'esthétique nouvelle fait vive impression.
Durant les années 1970, plusieurs innovations techniques finissent de modifier en profondeur le métro parisien. Le PCC, le pilotage automatique et les départs programmés améliorent l'exploitation ferroviaire, tandis que les barrières de péages magnétiques entraînent la disparition des poinçonneurs, ce qui fait aussi perdre une partie de son âme au métro pour une large part du public. Dans le même temps, de nombreuses stations sont rénovées dans le style de l'époque, avec un carrelage orangé qui tranche fortement avec la décoration antérieure constituée de carrelage blanc biseauté. Ce type de décoration prend plus tard le surnom de « style Mouton », du nom de la première station rénovée selon ce principe en 1969, Mouton-Duvernet sur la ligne 4. Très caractéristique, il ne sera pas généralisé car les coloris sont assez agressifs et assombrissent les stations à l'usage.

### Métro sur pneu

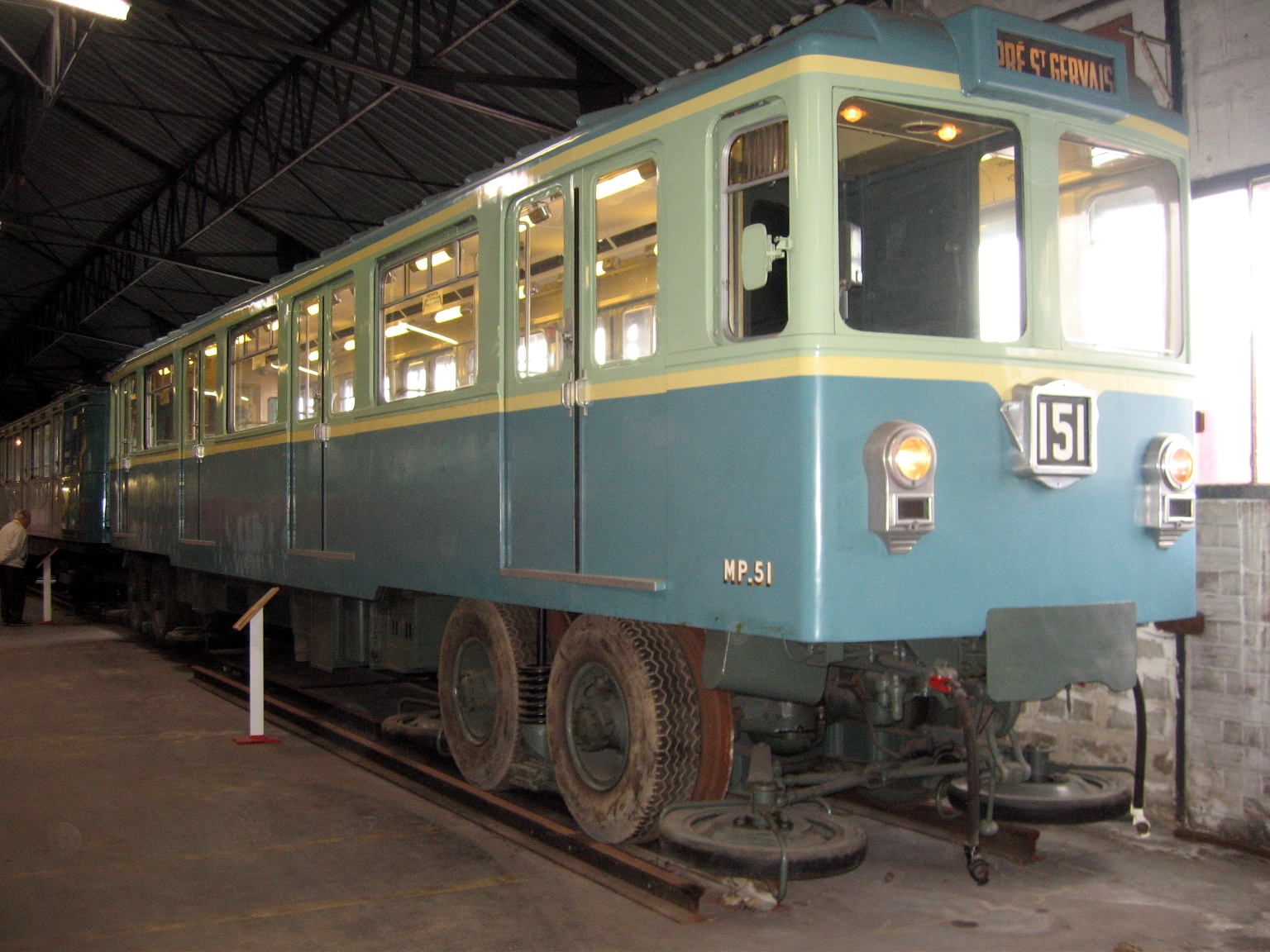
Vue du MP 51 au musée des transports urbains.

Mais la principale évolution provient d'une nouvelle technologie mise au point par les ingénieurs de la régie : le métro sur pneumatiques. Plus silencieux et possédant de meilleures accélérations et décélérations grâce à son adhérence accrue, ce matériel permet d'augmenter le débit d'une ligne et de réduire significativement la surcharge chronique des lignes les plus fréquentées. Le MP 51 est livré en juillet 1951 et réalise une série de tests sur la Voie navette. Les résultats sont concluants et la RATP passe commande du MP 55, destiné à équiper à titre de test à grande échelle une ligne secondaire mais au profil difficile, la ligne 11. Elle est équipée de ce matériel de 1956 et 1957. La présentation sur la ligne de la première rame complète, le 8 novembre 1956, a un retentissement médiatique considérable, les nombreuses nouveautés présentes marquant une rupture importante avec le matériel ancien,.
En 1959, l'office régional des transports cède la place au syndicat des transports parisiens, organisme géré de façon paritaire par l'État et les collectivités locales. Il a pour missions essentielles d'approuver les projets de développement et de fixer les tarifs. L'expérience de la ligne 11 est concluante et la RATP décide de convertir sur pneumatiques les lignes 1 et 4, qui sont les plus fréquentées et surchargées du réseau, la première atteignant 140 % de charge aux heures de pointe. Le seul équipement avec des rames sur pneumatiques ne peut suffire à soulager ces lignes ; en conséquence, l'allongement des quais à 90 mètres pour des rames de six voitures est décidé. La ligne 1 est équipée de matériels sur pneus en 1963 et 1964, et la  ligne 4 en 1966 et 1967, ce qui accroît leur capacité de transport d'environ 30 %.

### Renouvellement du matériel roulant

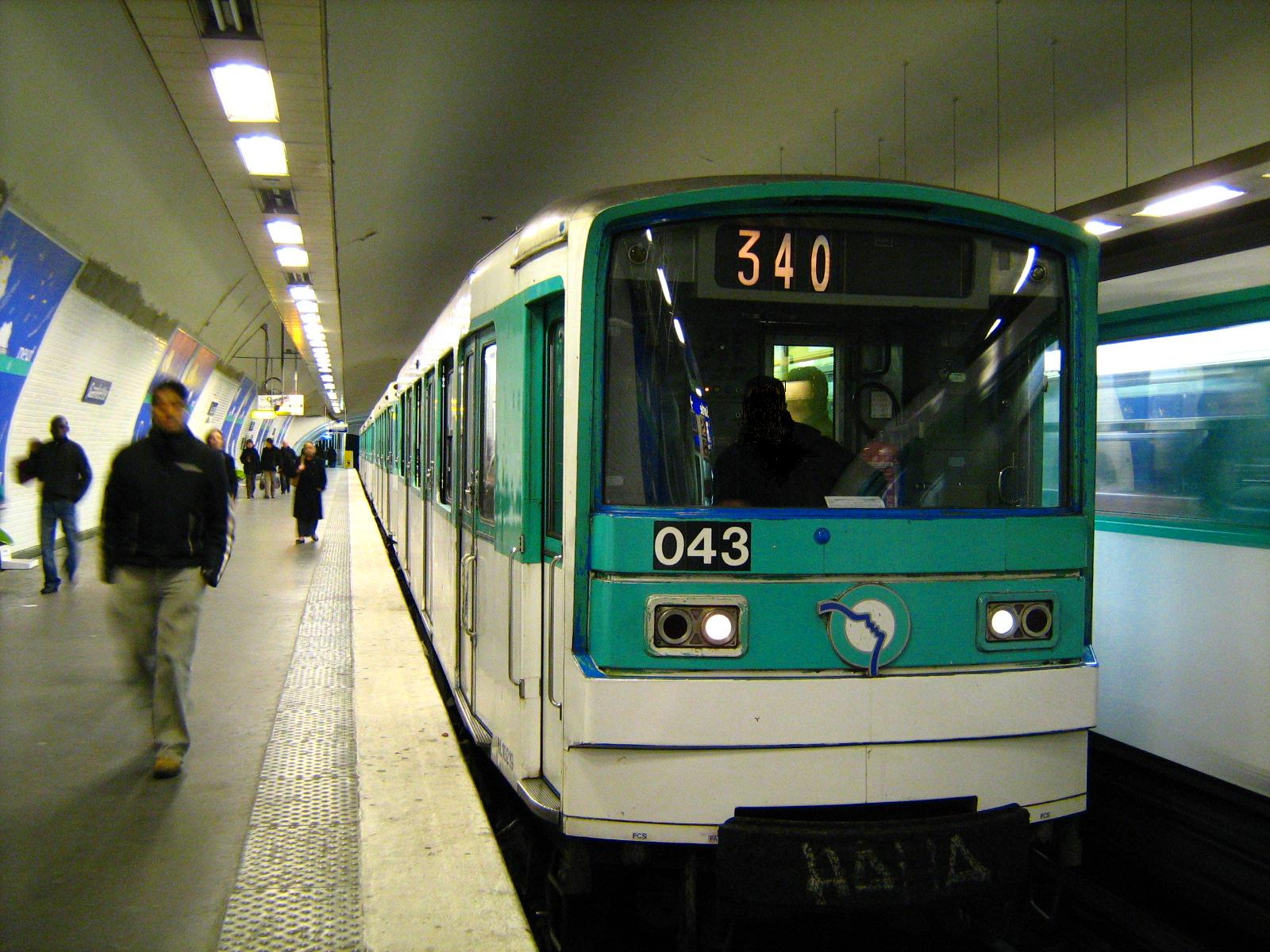
Rame MF 67 de la ligne 3, à la station Gambetta.

Le matériel est lui aussi entièrement renouvelé avec la livraison du matériel MF 67, qui provoque la radiation progressive du parc ancien Sprague-Thomson. La conversion sur pneumatiques des lignes est abandonnée, à cause de son coût élevé et de la durée trop importante des travaux pour qu'elle puisse être réalisée sur tout le réseau dans un délai acceptable, mais aussi du fait de la performance accrue des nouveaux matériels sur fer qui amoindrissent les différences. Toutefois, la ligne 6, aérienne sur près de la moitié de son parcours, est convertie en 1974 et se voit équipée d'un matériel spécifique, le MP 73, afin de réduire bruit et vibrations pour les riverains. En septembre 1978, un nouveau matériel, le MF 77, surnommé le « métro blanc » à cause de sa livrée, tranche fortement avec les matériels roulants antérieurs, avec sa forme galbée et son apparence sobre et moderne. Plus silencieux et confortable, il a pour vocation de desservir les longs prolongements en banlieue des lignes 7, 8 et 13. Sa livraison entraîne une réforme accélérée du parc ancien ; le 9 avril 1983, la dernière rame Sprague-Thomson est réformée, ce qui met fin à soixante-quinze ans de présence de ce matériel, devenu emblématique du réseau parisien.

## Extension régionale du métro (1970-1998)

### Une nouvelle vague d'extensions vers la banlieue

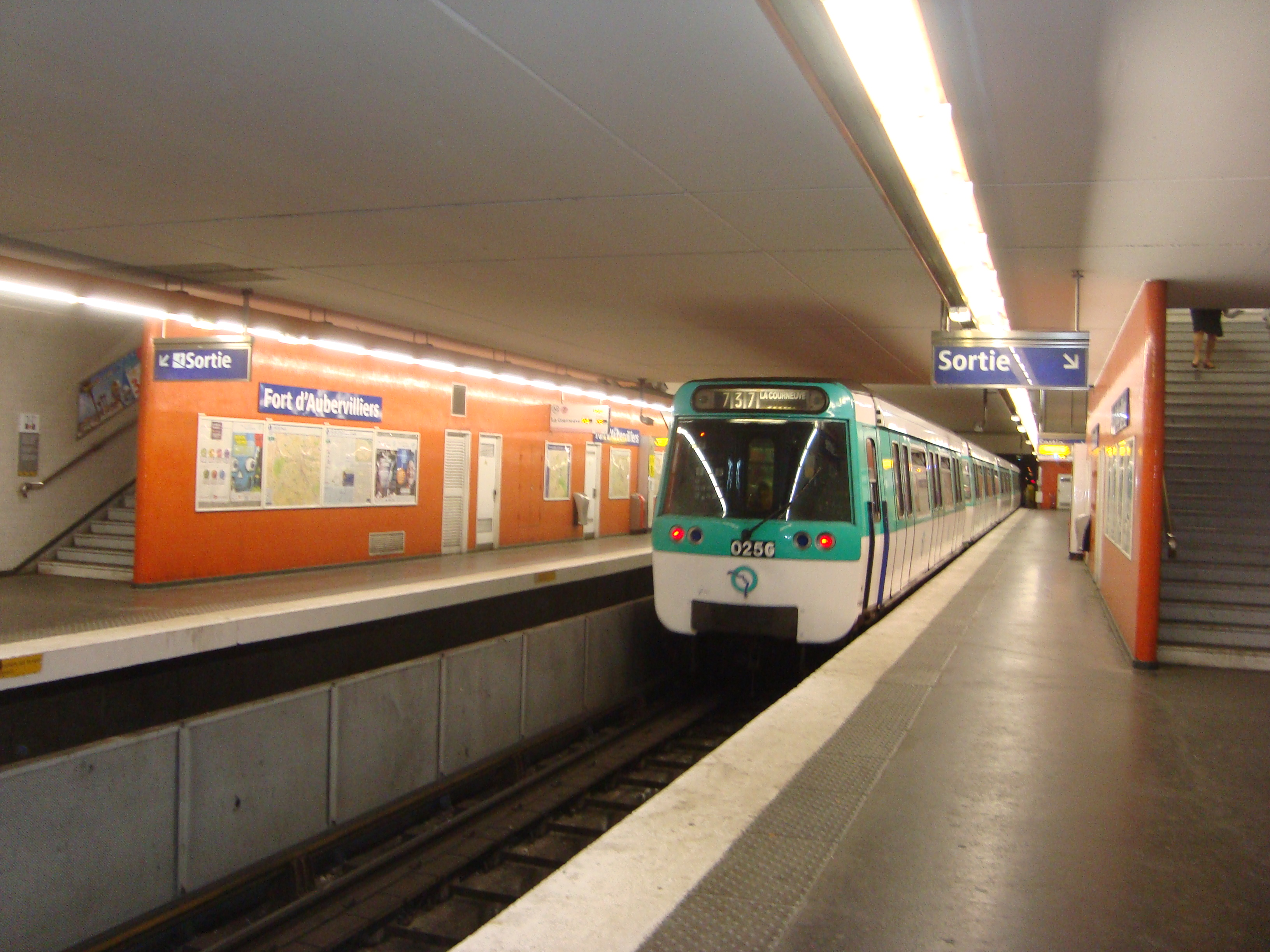
La station Fort d'Aubervilliers sur la ligne 7, ouverte en 1979. Les couleurs vives et l'architecture en « boîte » sont caractéristiques des nouvelles stations de banlieue.

De 1965 à 1967, de nouveaux prolongements sont enfin décidés après quinze ans de pause. En effet, la circulation automobile croît rapidement, le réseau de surface est de plus en plus paralysé par les encombrements, et le métro apparaît de nouveau comme une solution efficace de transport de masse. L'évolution des pouvoirs publics en faveur des transports collectifs permet la mise en chantier de plusieurs extensions essentielles. Le plan d'investissement de 1965 prévoit trois prolongements jugés prioritaires :
- ligne 3 de Gambetta à Bagnolet (Gallieni) ;
- ligne 8 de Charenton - Écoles à Maisons-Alfort ;
- ligne 13 de Saint-Lazare à Saint-Augustin (qui sera finalement reportée à Miromesnil), en prélude à une jonction avec la ligne 14.

La ligne 3 est prolongée à l'est de Gambetta à Gallieni, avec débranchement de son tronçon terminal vers Porte des Lilas qui devient en 1971 la ligne 3 bis, exploitée de façon autonome. La ligne 8 est prolongée au sud-est à Maisons-Alfort puis à Créteil de 1970 à 1974 afin de desservir la nouvelle préfecture du Val-de-Marne, et la ligne 13 de Saint-Lazare à Miromesnil en 1973 puis Champs-Élysées - Clemenceau en 1975, en prélude à la formation d'une nouvelle transversale nord-sud.

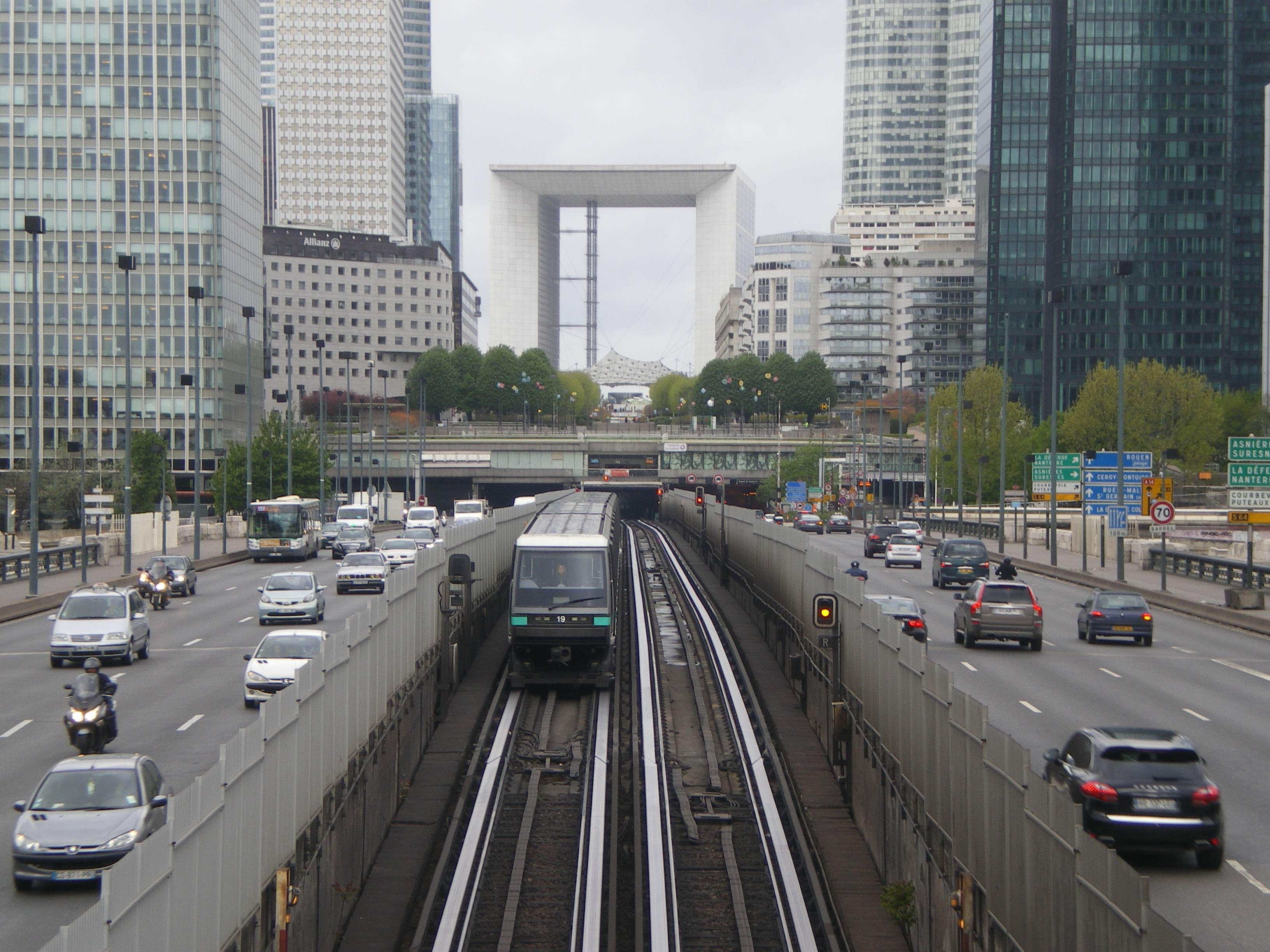
En banlieue, le métro devient parfois aérien, comme ici à la Défense où la ligne 1 circule en extérieur sur le pont de Neuilly.

Sous la direction de Pierre Giraudet, directeur général de la RATP de 1972 à 1975, de nouvelles extensions sont lancées pour accroître l'intégration des communes périphériques les plus peuplées. De nouveaux prolongements sont mis en chantier : la ligne 13 est prolongée à Châtillon-Montrouge ainsi qu'à Saint-Denis - Basilique en 1976, puis à Asnières-Gennevilliers - Gabriel Péri en 1980 et enfin Saint-Denis - Université en 1998. La ligne 7 atteint Fort d'Aubervilliers en 1979, puis plus tard, Villejuif - Louis Aragon au sud en 1985 et La Courneuve - 8 mai 1945, au nord, en 1987. La ligne 10 est prolongée à Boulogne - Jean Jaurès en 1980 puis Boulogne - Pont de Saint-Cloud en 1981, ce qui fait alors de Boulogne-Billancourt la seule commune de banlieue desservie par deux lignes de métro. En 1992, la ligne 1 est prolongée à La Défense, permettant enfin d'accéder au principal quartier d'affaires francillien par le métro. Hormis les lignes semi-circulaires 2 et 6, seule la ligne 4 demeure encore à cette époque cantonnée à Paris intra-muros. Mais la réalisation la plus marquante demeure la création d'une liaison entre les lignes 13 et 14, avec une traversée sous-fluviale en plein Paris. La mise en service de cette liaison en 1976 entraîne la disparition de l'ancienne ligne 14 du métro (Invalides - Porte de Vanves), intégrée dans la nouvelle ligne 13 qui devient un nouvel axe nord-sud, moins onéreux que la ligne de RER initialement prévue.
Au printemps 1980, éclate un mouvement de grève, mené par les personnes immigrées travaillant au nettoyage du métro.

### Création du RER

Le RER forme un nouveau réseau en étoile desservant la grande couronne et reliant Paris aux villes nouvelles.

À la même époque, le réseau express régional (RER) est mis en chantier par tronçons successifs et assure la desserte progressive de la banlieue en croissance rapide. Les premiers tronçons construits du RER sont connectés à des lignes ferroviaires existantes modernisées, et rétrocédées à la RATP comme le fut naguère la ligne de Sceaux à la CMP : la ligne de Vincennes à l'est, une partie de la ligne de Saint-Germain-en-Laye, à l'ouest. Les autres lignes de banlieue demeurent exploitées par la SNCF.

#### RER A et B: l'embryon d'un réseau régional

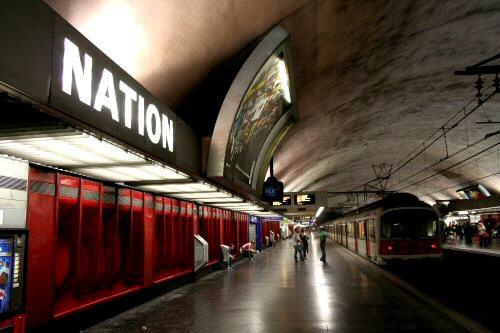
La gare souterraine de Nation, inaugurée en 1969 préfigure le futur réseau régional.

Le premier tronçon de ce qui est alors appelé le « Métro Régional » ouvre en 1969, avec la redirection de la ligne de Vincennes nouvellement électrifiée vers le nouveau terminus souterrain de Nation. Retardé par de nombreuses difficultés techniques liées à la traversée sous-fluviale au niveau du pont de Neuilly, le tronçon La Défense - Étoile ouvre sous la forme d'une navette en 1970, avant d'être prolongée à Auber en 1971. En 1972 la ligne de Saint-Germain-en-Laye est raccordée à la navette La Défense - Auber. Finalement, en 1977, le réseau est rebaptisé « Réseau Express Régional » avec l'ouverture du tronçon central qui est inauguré par le président de la République de l'époque, Valéry Giscard d'Estaing. À la station Châtelet-les-Halles, au cœur de Paris, se rejoignent la ligne A, l'axe est-ouest, et la ligne B, nouveau nom de la ligne de Sceaux modernisée et prolongée depuis la gare du Luxembourg. Afin d'assurer une meilleure correspondance avec ce nœud majeur, la station Les Halles de la ligne 4 est déplacée et reconstruite au plus près du RER.
Dans la foulée, le réseau poursuit son extension. En 1981 est inauguré le nouveau tunnel reliant Châtelet-les-Halles à Gare du Nord, permettant l'interconnexion du RER B avec la banlieue nord et notamment l'aéroport de Roissy-Charles de Gaulle. La ligne A, elle, se voit dotée d'une nouvelle branche à l'est : se détachant de la ligne de Vincennes à Fontenay-sous-Bois, elle se dirige vers la ville nouvelle de Marne-la-Vallée. Le premier tronçon est ouvert en 1977 en même temps que le tronçon central jusqu'à la gare de Noisy-le-Grand - Mont d'Est et le second jusqu'à Torcy en 1980, tandis que la dernière extension est ouverte en 1992 jusqu'à Marne-la-Vallée - Chessy pour desservir Euro Disney. À l'ouest, la ligne A gagne Poissy en 1989 mais surtout Cergy en 1988 grâce à l'utilisation d'une nouvelle ligne traversant l'Oise, ouverte en 1985.

#### RER C: la transversale rive gauche

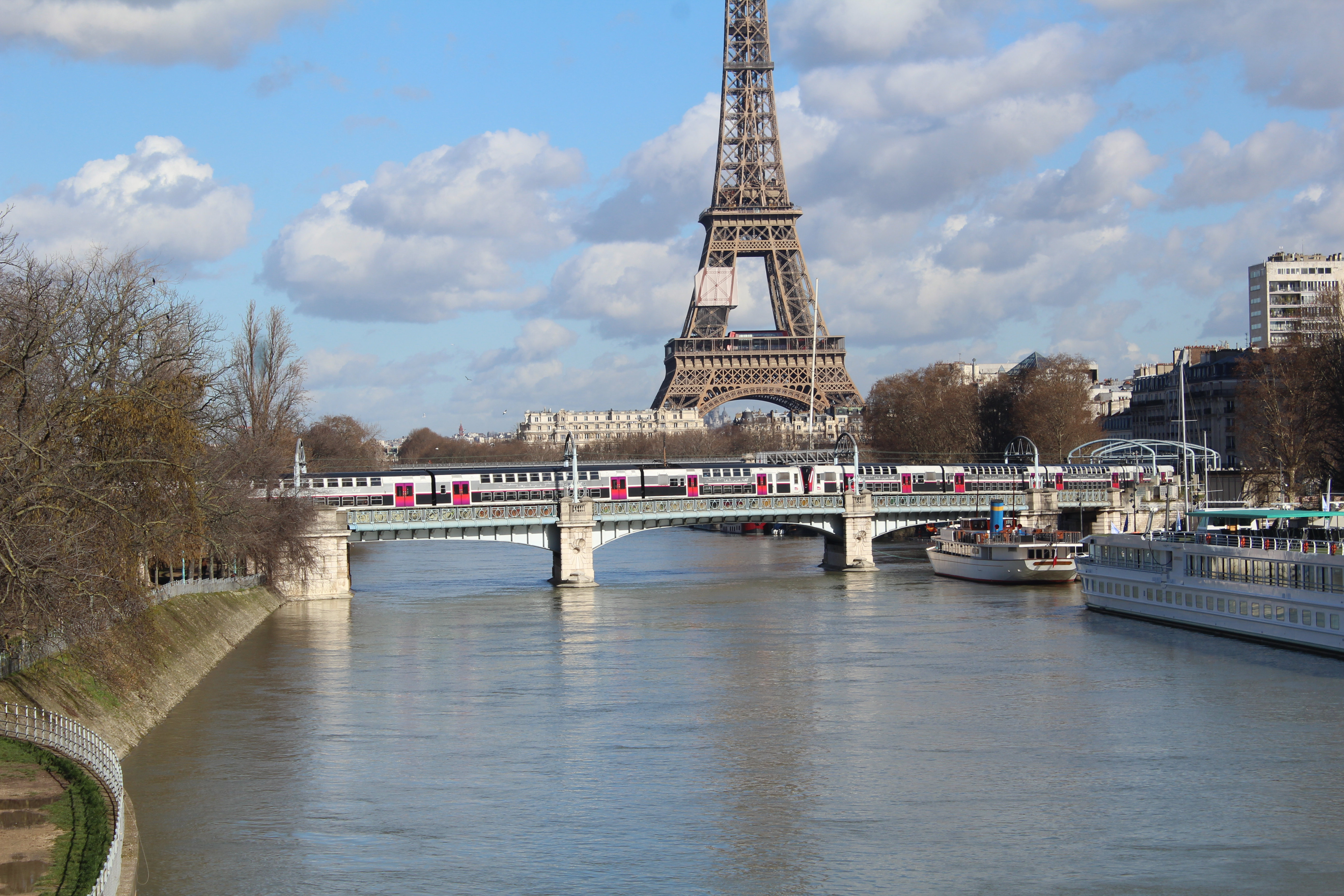
Le RER C réutilise le raccordement de Boulainvilliers et traverse la Seine sur le pont Rouelle.

En parallèle, la jonction des gares d'Orsay et des Invalides est décidée, ce qui implique la construction d'un court tronçon souterrain. Le premier tronçon de cette transversale sur la rive gauche, le RER C, est inauguré en 1980. En 1988, la gare de Saint-Michel - Notre-Dame se voit ajouter une correspondance avec le RER B sur lequel de nouveaux quais ont été construits. La même année, une nouvelle branche desservant la vallée de Montmorency est ouverte. Se détachant de la transversale rive gauche à Champs de Mars - Tour Eiffel, elle emprunte successivement le raccordement de Boulainvilliers, comprenant la traversée de la Seine sur le pont Rouelle, la Petite Ceinture et le raccordement des Epinettes. Ces différents tronçons sont électrifiés, modernisés et couverts par une dalle, ainsi qu'un nouveau tunnel au niveau de la porte de Clichy lui permettant de rejoindre la ligne des Docks.

#### RER D et E: compléter la desserte de la banlieue et décharger le RER A

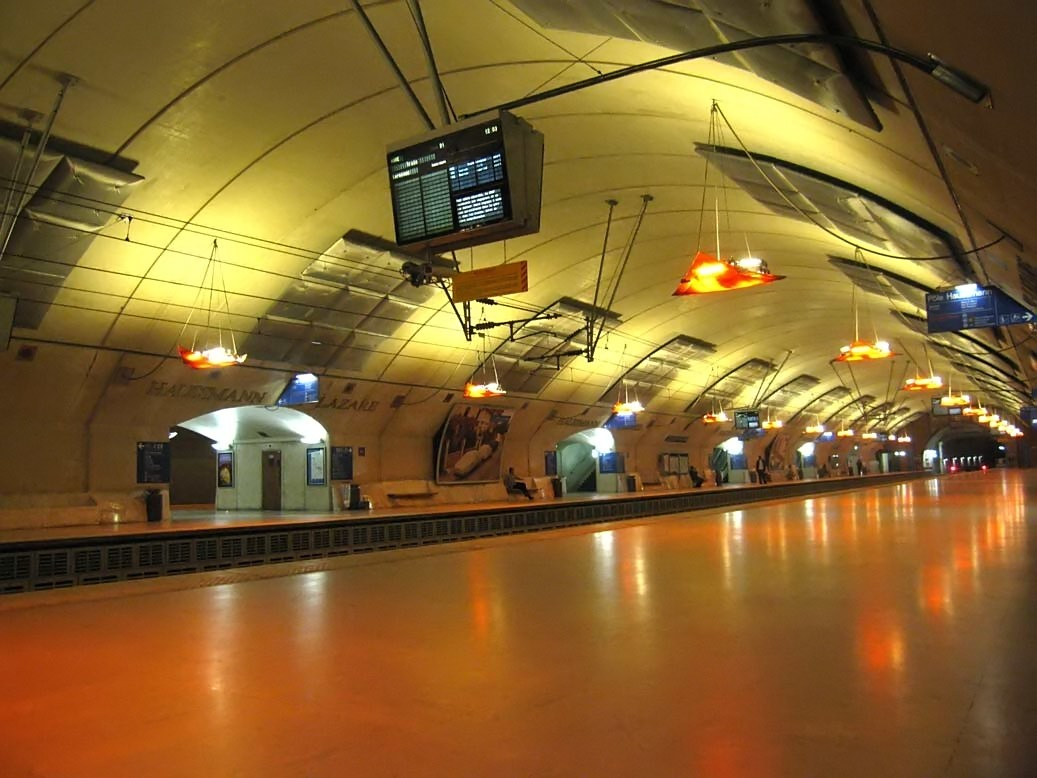
La gare souterraine monumentale dHaussmann - Saint-Lazare, terminus du RER E.

Les RER D est créé en 1987 par le prolongement des trains de banlieue de Paris-Nord jusqu'à Châtelet-les-Halles, en empruntant le tunnel du RER B. Au-delà, l'interconnexion avec la banlieue sud-est est évoquée, mais le tronc commun envisagé avec le RER A jusqu'à Gare de Lyon apparaît impossible du fait de la saturation de ce dernier à peine dix ans après son ouverture. En 1989, décision est prise de rejoindre la gare souterraine de Gare de Lyon par la création de deux nouveaux tunnels à voie unique le long de la ligne A qui sont inaugurés en 1995. Dès lors, le RER D dessert également le sud-est de l'Île-de-France, notamment Melun et Evry.
En parallèle, la SNCF avait, pour décharger le RER A, proposé l'interconnexion des trains de la banlieue est avec la banlieue Saint-Lazare, via un nouveau tunnel passant par les gares du Nord et de l'Est : c'est le projet Eole pour Est Ouest Liaison Express. Le RER E est inauguré le 14 juillet 1999 entre Haussmann - Saint-Lazare et Chelles-Gournay, avant de se voir ajouter une branche vers Villiers-sur-Marne puis Tournan. Son extension au-delà de Saint-Lazare est actuellement en construction : elle reliera Paris à Mantes-la-Jolie avec un nouveau tunnel desservant les gares de Neuilly - Porte Maillot et La Défense.

## De nouveaux horizons pour un réseau centenaire (depuis 1998)
En l'an 2000, le métro fête son premier centenaire à travers de nombreuses festivités. Comptant dorénavant seize lignes, le réseau est parvenu à maturité et doit dorénavant entreprendre une profonde transformation afin d'accueillir des voyageurs toujours plus nombreux. La régionalisation du réseau commencée à la fin du siècle précédent se poursuit avec l'inauguration d'une nouvelle ligne entièrement automatique dans le centre de Paris, ainsi que de nombreuses extensions en banlieue. Le nouveau défi du XXIe siècle, outre l'encombrement des lignes radiales, consistera en la création de lignes en rocades, le Grand Paris Express, lié à la volonté politique de création d'un Grand Paris et à un besoin de réduire la part de l'automobile dans les déplacements de banlieue à banlieue.

### Nouvel âge du Métro

#### Meteor: l'entrée en scène du métro automatique

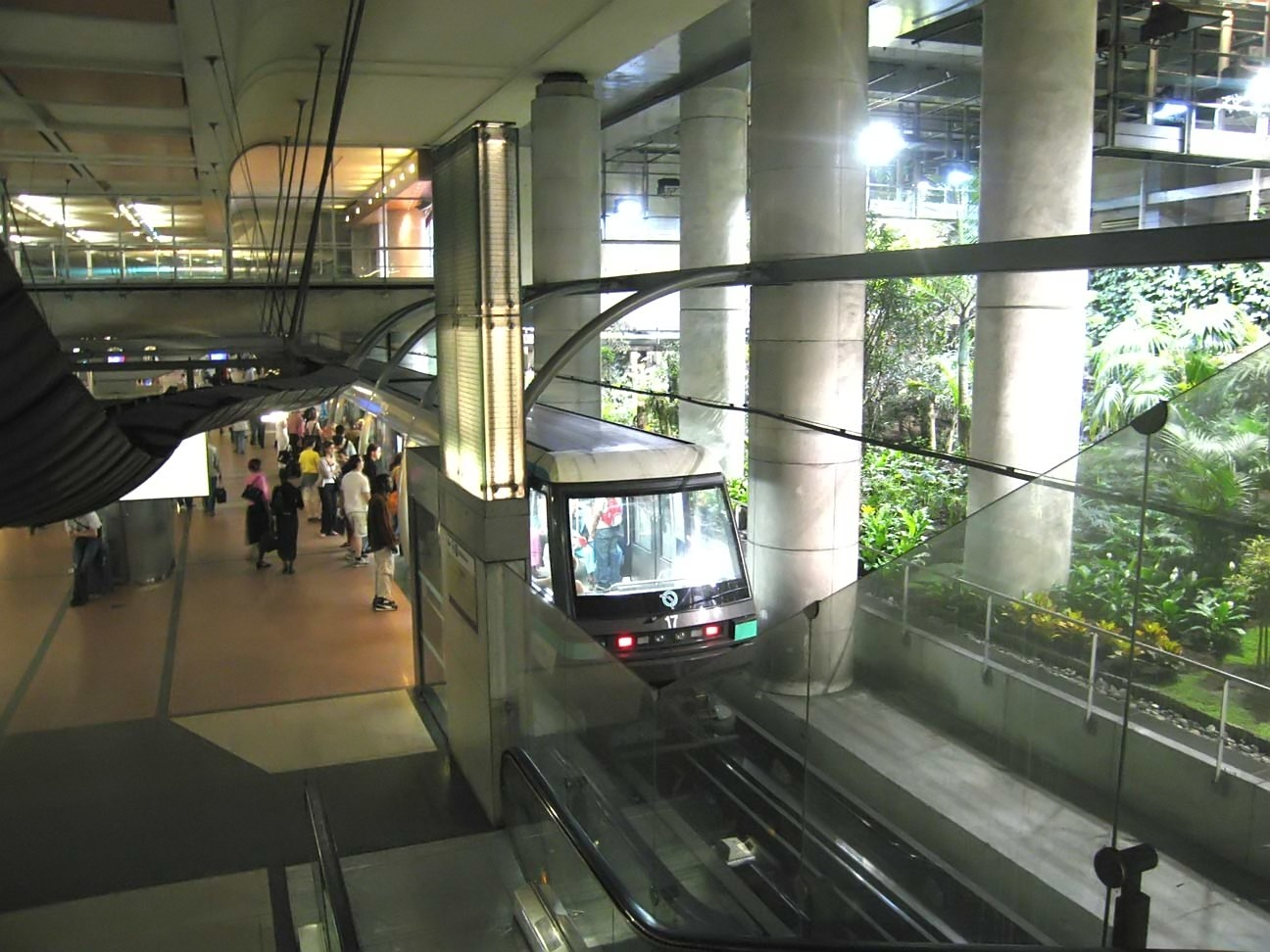
Une rame MP 89 CA à la station Gare de Lyon de la nouvelle ligne 14. On note les généreux volumes et l'architecture monumentale de la station, ainsi que l'absence de loge de conduite à l'avant de la rame.

Le 15 octobre 1998, est inaugurée, par le président Jacques Chirac, la nouvelle ligne 14, connue antérieurement sous le nom de projet Meteor, entre les stations Madeleine et Bibliothèque François-Mitterrand. C'est la première ligne de métro entièrement nouvelle réalisée depuis plus de cinquante ans à Paris, après l'ancienne ligne 14 en 1937. Les travaux, commencés en 1993, sont titanesques et impliquent notamment le percement d'un tunnel sous Paris à l'aide d'un tunnelier, ainsi que la réalisation d'une nouvelle traversée sous-fluviale. Ses objectifs sont multiples : décharger le RER A sur son tronçon parisien mais aussi desservir les nouveaux quartiers des 12e et 13e arrondissements ainsi que la nouvelle Bibliothèque nationale. D'abord pointée du doigt par l'opinion pour son trafic jugé faible, la ligne est dynamisée par ses extensions à Saint-Lazare en 2003 et à Olympiades en 2007.

La nouvelle ligne marque une profonde évolution, avec ses stations modernes et plus spacieuses de cent vingt mètres de longueur, ses interstations d'une longueur proche de celle du RER et qui permettent d’atteindre une vitesse commerciale particulièrement élevée. Mais la ligne marque surtout par son matériel intégralement automatique, sans conducteur, accessible par des portes palières installées en bordure des quais et qui garantissent la sécurité. Elle devient la première grande ligne de métro au monde sans conducteurs dans une capitale et ouvre la perspective de l'automatisation progressive du réseau au cours du XXIe siècle. Cette évolution n'avait pas été imaginée par Pierre Giraudet, directeur général de la RATP, qui déclarait en 1975 : 

« Il y aura toujours un conducteur à bord des trains et nous n'entrevoyons d'ailleurs pas, pour l'instant, même à terme, la possibilité de nous en passer. »

#### Nouvelle modernisation du réseau

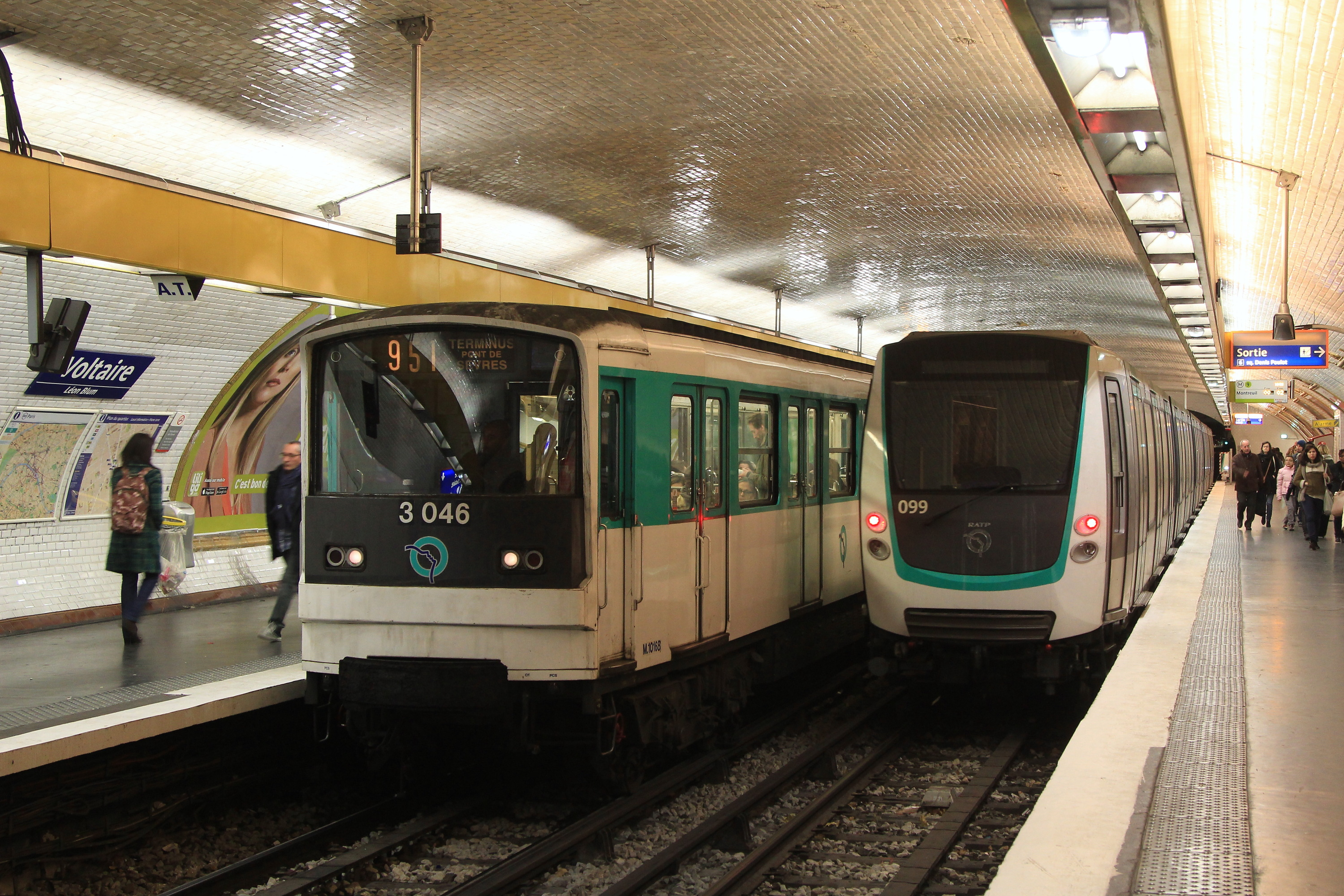
Un MF 67 (à gauche) et son successeur le MF 01 (à droite) à la station Voltaire : deux générations de matériel se côtoient.

En 1997, la ligne 1 est équipée d'un nouveau matériel : le MP 89, qui intègre plusieurs innovations, notamment l'intercirculation intégrale et la vidéosurveillance embarquée. Une version automatique de ce même matériel équipe la ligne 14. Les lignes sur fer connaissent également une modernisation avec la livraison d'un matériel de nouvelle génération, le MF 01, dont la livraison débute en 2009. Le renouvellement du matériel roulant se poursuit ensuite avec l'arrivée des MP 05 automatiques sur les lignes 1 et 14, entraînant le départ des MP 89 sur la ligne 4 où ils remplacent les MP 59.
En 2019, la ligne 14 reçoit des nouveaux MP 14 de huit voitures pour augmenter sa capacité. Puis, les lignes 4 et 11 reçoivent également des MP 14, ce qui entraîne la réforme des derniers MP 59 en 2024. Les MP 89 CC de la ligne 4 sont mutés sur la ligne 6 et vont envoyer à la réforme les MP 73. Enfin, les rames de la lignes 14, MP 89 et MP 05, viennent compléter le parc de la ligne 4 automatisée.
Coté infrastructures, le programme « renouveau du métro » permet la rénovation en profondeur des stations, à moindre coût et en respectant le passé par la pose du traditionnel carrelage blanc biseauté, image emblématique du métro parisien. Les stations de style « Nord-Sud » sont pour la plupart restituées dans leur décor d'origine. Plusieurs stations sont également décorées selon un thème culturel, souvent lien avec les lieux qu'elles desservent. La signalétique s'améliore avec l'installation de l'affichage SIEL sur les quais qui permet d'indiquer le temps d'attente. Le réseau s'adapte également aux évolutions sociales : les pointes jusqu'alors très marquées le matin et le soir se diluent, et le trafic nocturne en fort accroissement amène l'allongement des dessertes d'une heure les fins de semaine, jusqu'à 2 h 0 du matin.

### Délestage du réseau en limite de capacité

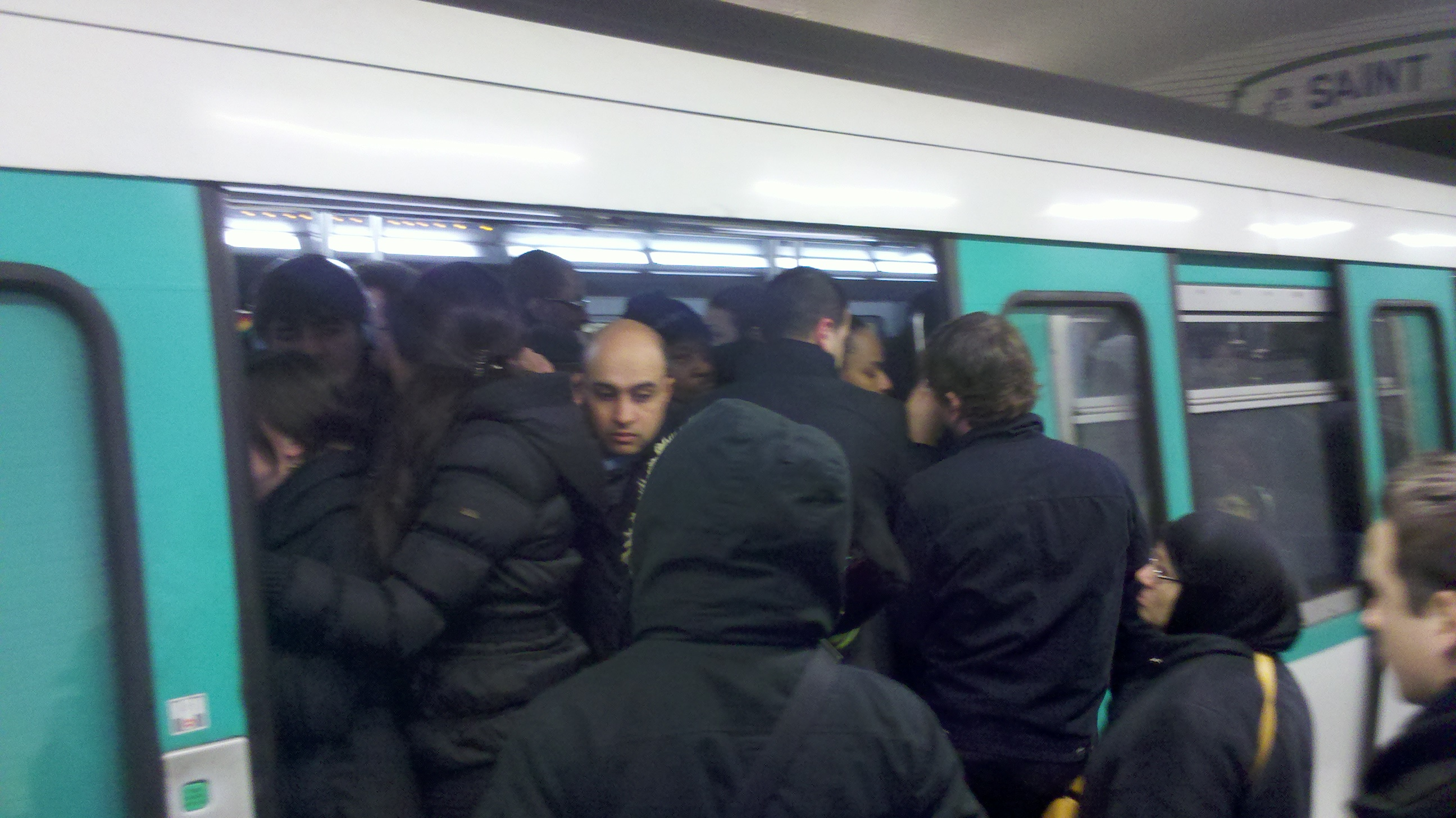
Épisode de forte affluence sur la ligne 13 : la saturation de cette ligne sensible devient chronique à partir des années 2000.

Conçu en 1900, le métro de Paris commence, en ce début de XXIe siècle, à montrer ses limites. Le choix de stations très rapprochées et d'un gabarit réduit limitent en effet sa vitesse commerciale et sa capacité. La ligne 13, créée en 1976 par la fusion des anciennes lignes 13 et 14 afin de remplacer un RER nord-sud, connaît à partir de 2005 une saturation chronique souvent décriée par les usagers et les élus. Sont en cause notamment ses deux branches qui divisent par deux la fréquence au-delà de La Fourche. La croissance démographique de l'Île-de-France et le contexte social et énergétique augmentent fatalement la fréquentation des lignes radiales dont fait partie le métro.

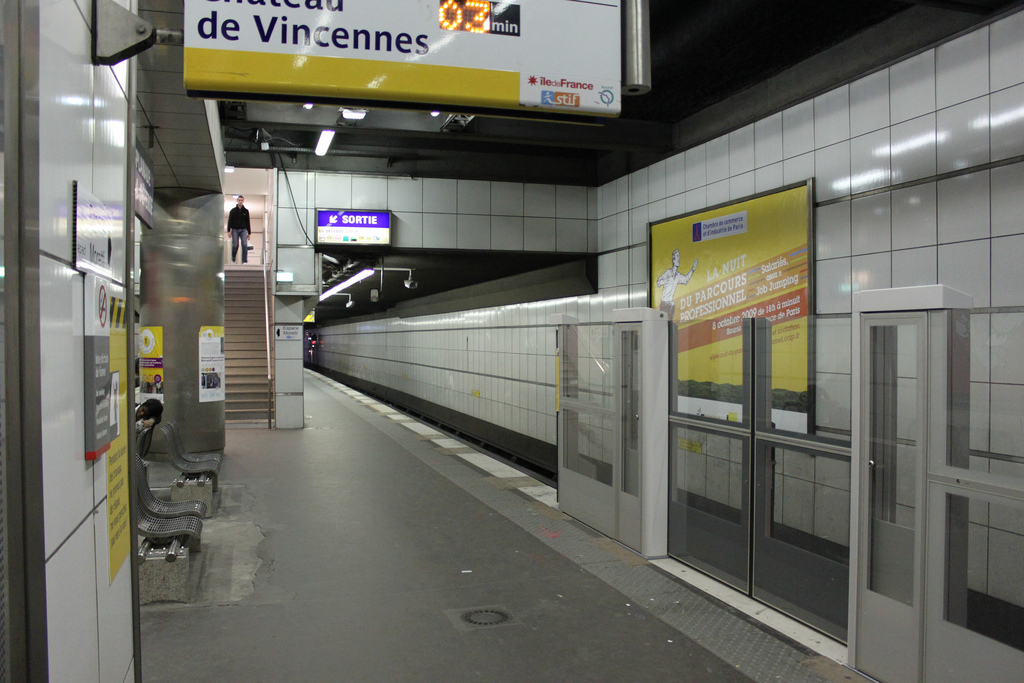
L'automatisation de la ligne 1 s'accompagne de la pose de portes palières, comme ici à Esplanade de la Défense.

Afin de résoudre ces problèmes de saturation croissants, une réflexion est lancée concernant un réseau de métro en rocade autour de Paris permettant de soulager les lignes radiales. Les extensions du réseau existant ne sont cependant pas écartées, la demande en transports étant toujours aussi forte autour de la capitale. Par ailleurs, de nombreuses lignes de tramway sont construites en banlieue afin d'en améliorer la desserte, en complément du métro. En parallèle, le réseau continue sa modernisation, avec notamment l'automatisation de la ligne 1.

#### Automatisation des lignes existantes
L'automatisation de la ligne 1, plus que centenaire et la plus chargée du réseau parisien, est lancée par la RATP en 2007. En 2012, elle devient la première ligne ancienne au monde de cette envergure à être intégralement automatisée. Cette opération s'est faite sans interruption majeure du trafic, les rames automatiques ayant cohabité de façon provisoire avec les rames à conduite manuelle sans que d'importants problèmes d'exploitation soient rencontrés. Le changement majeur, outre l'absence de conducteur dans les rames, est constitué par la pose de façades de quai dans les stations, censées empêcher les intrusions et assurer la sécurité des voyageurs. L'automatisation, en autorisant l'injection à la demande de trains supplémentaires dans le trafic, a permis de rendre la ligne extrêmement fiable et flexible, et donc d'augmenter significativement sa capacité.
Forte de cette première expérience, la RATP décide de lancer l'automatisation de la ligne 4, qui sera effective en 2022. Une automatisation de la ligne 13 est également évoquée à l'horizon 2035 afin d'améliorer l'exploitation et la fréquence de cette ligne sensible.

#### Reprise des extensions vers la banlieue
Dans les années 2000, le développement du réseau se fait au ralenti. La ville de Paris est globalement bien desservie par le réseau existant, et la dégradation des finances publiques limite les capacités de financement des transports en commun. Le prolongement en banlieue de lignes à la vitesse commerciale limitée dans Paris intra-muros répond mal aux besoins de desserte de la banlieue, devenue prioritaire. Le tramway en site propre, moins coûteux et adapté à la desserte de zones moins denses, a alors la faveur des décideurs. Le prolongement de la ligne 13 jusqu’à la station Les Courtilles en 2008 fait figure d'exception.
Toutefois, une nouvelle vague de prolongements est décidée, afin de compléter le maillage du réseau en proche banlieue dans les premières années de la décennie 2010, en articulation avec le nouveau réseau de tramway en plein développement. Ainsi la ligne 8 est étendue le 8 octobre 2011 d'une station (Pointe du Lac) afin d'établir un pôle de correspondance à Créteil. La ligne 12 dessert, depuis le 18 décembre 2012, le quartier de La Plaine Saint-Denis (station Front populaire). Enfin, la ligne 4, au sud, atteint le 23 mars 2013 la station Mairie de Montrouge et sort pour la première fois des limites de Paris. La ligne 11 sera prolongée en 2023 vers Rosny-sous-Bois et ultérieurement jusqu'à Noisy - Champs. En 2020, la ligne 14 atteint Mairie de Saint-Ouen — ce qui permet de voir la partie nord de la ligne 13 être délestée d'une partie de ses voyageurs — tandis qu'en 2022 ont été ouvertes les secondes phases des extensions des lignes 4 et 12 qui atteindront respectivement Bagneux - Lucie Aubrac et Mairie d'Aubervilliers. Certaines de ces extensions sont planifiées sous une forme plus ou moins similaire depuis 1929. En parallèle, la RATP doit augmenter la capacité de ses principales lignes, qui sont parfois proches voire au-delà de la saturation totale avec l'afflux constant de nouveaux voyageurs, comme la ligne 13 sur ses tronçons nord. Le pilotage automatique est ainsi renouvelé avec l'installation du système OCTYS sur plusieurs lignes.

#### Grand Paris Express
Au milieu des années 2000, la création d'une ligne de métro de rocade en banlieue est largement évoquée ; elle est en cours de construction et deviendra la première ligne de métro du réseau ne passant pas par Paris. Cette nouvelle architecture du réseau, mieux adaptée à la progression continue des besoins de transport de banlieue à banlieue, pourrait aider la RATP, confrontée à une fréquentation en accroissement constant, à faire face aux nouveaux défis du XXIe siècle.

Différents projets relativement similaires proposés par la RATP, les collectivités locales ou l'État se succèdent, voire se font concurrence : Orbival, Métrophérique, Arc Express, Réseau de Transport Public du Grand Paris. En 2011, une synthèse est réalisée par le gouvernement Fillon, donnant naissance au Grand Paris Express, sous maîtrise d'ouvrage de la nouvelle Société du Grand Paris, créée spécialement pour réaliser le supermétro. Le nouveau réseau prévoit la construction de trois nouvelles lignes sur fer à grand gabarit, ainsi que l'extension au nord et au sud de la ligne 14 qui doit devenir la colonne vertébrale du nouveau réseau. Les nouvelles lignes ont pour mission de servir de rocades délestant le réseau existant, mais aussi de desservir les pôles d'attractivité francilliens : aéroports d'Orly et Roissy - Charles de Gaulle, La Défense, plateau de Saclay... etc., ainsi que des quartiers défavorisé enclavés comme à Clichy-sous-Bois où l'absence de transports lourds avait été pointée du doigt lors des émeutes de 2005. 

Les lignes du Grand Paris Express telles qu'elles sont prévues dans le projet du gouvernement Ayrault. Le nouveau réseau s'articule autour d'une dorsale, la ligne 14 prolongée à ses deux extrémités, et d'une ligne circulaire à grand gabarit, la ligne 15.

En 2013, le projet est redimensionné par le gouvernement Ayrault pour des raisons financières. Si aucun tronçon n'est théoriquement abandonné, les lignes voient leur gabarit adapté au trafic attendu. Quatre lignes doivent dorénavant être construites à l'horizon 2030, complétées par deux extensions de lignes existantes :
- Ligne 11 à Rosny-Bois-Perrier puis à Noisy-Champs ;
- Ligne 14 au nord, jusqu'à Mairie de Saint-Ouen puis Saint-Denis Pleyel, et au sud, jusqu'à l'aéroport d'Orly ;
- Ligne 15 : circulaire reliant Champigny-Centre à Champigny-Centre par Pont de Sèvres, La Défense, Saint-Denis Pleyel et Val de Fontenay, avec une antenne en direction de Noisy-Champs ;
- Ligne 16 : rocade est reliant Saint-Denis Pleyel à Noisy-Champs par Clichy-Montfermeil ;
- Ligne 17 : axe nord-est reliant Saint-Denis Pleyel à l'aéroport de Roissy et à la commune du Mesnil-Amelot ;
- Ligne 18 : rocade sud-ouest reliant l'aéroport d'Orly à Versailles via le plateau de Saclay et Saint-Quentin-en-Yvelines.

En 2018, devant la forte dérive des coûts par rapport aux prévisions initiales, le gouvernement Phillipe annonce le report de plusieurs sections. Les extensions de la ligne 14 et la ligne 16 sont actuellement en construction, avec une ouverture espérée en 2035. Le chantier du premier tronçon de la ligne 15, reliant Pont de Sèvres à Noisy-Champs, plus complexe, doit être achevé en 2025.
En décembre 2019-janvier 2020, un large mouvement de grève conduit à la fermeture d'une grande partie du réseau et à une forte diminution du trafic. Quelques mois plus tard, le confinement lié à la pandémie de Covid-19 provoque lui aussi la fermeture de nombreuses stations et une baisse importante du trafic.